# Bauernhof

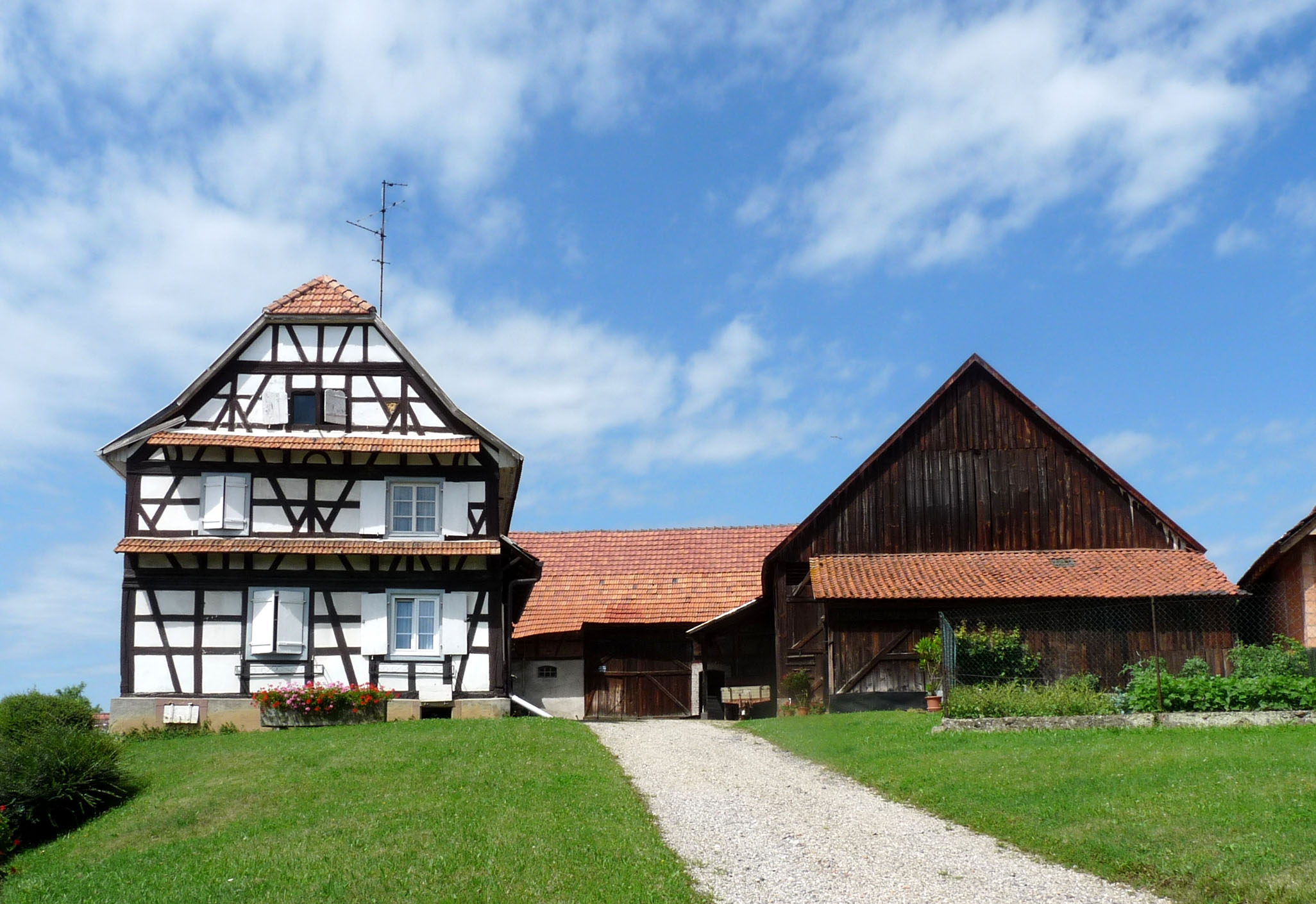
Dreiseithof im Elsass (F)

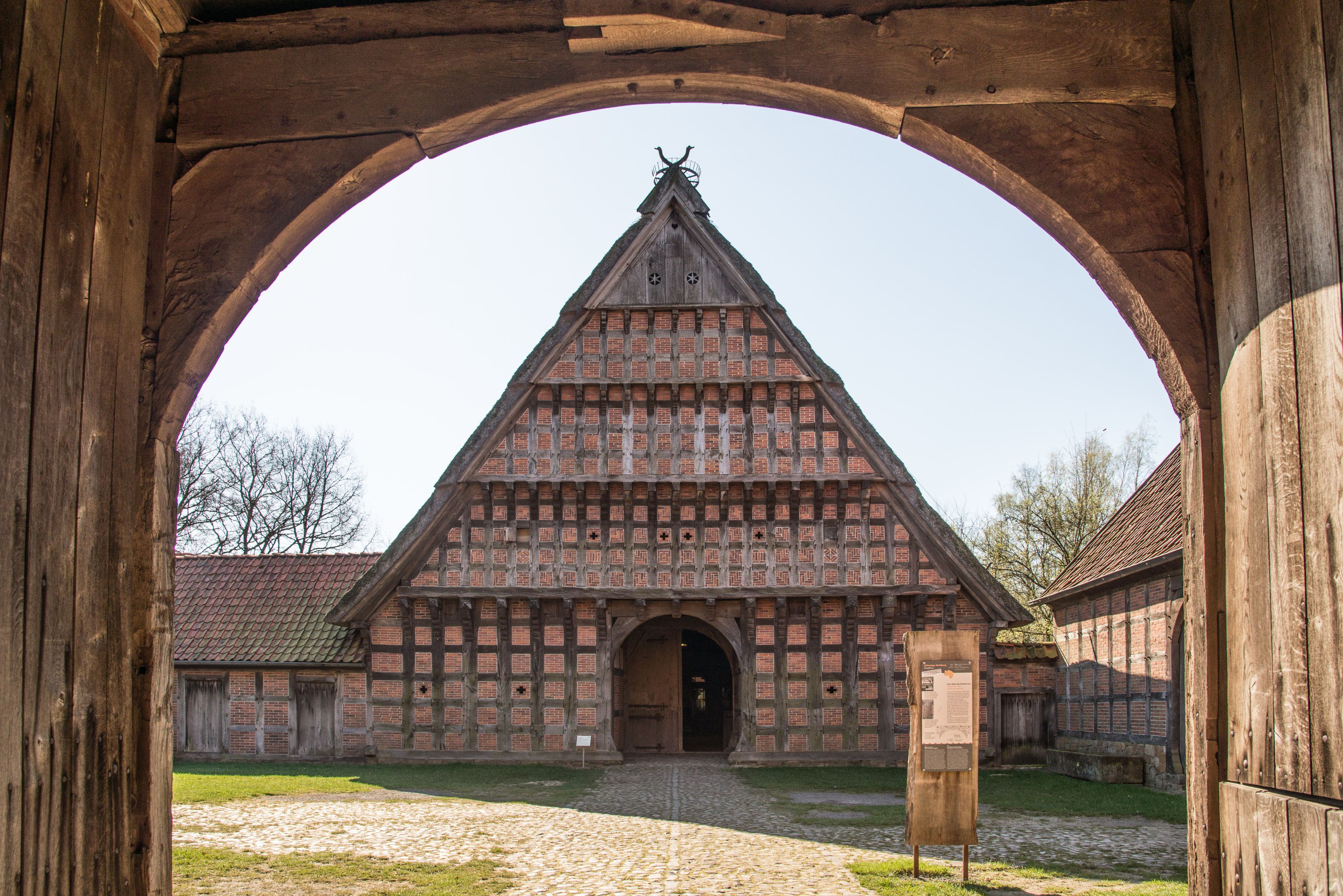
Hauptgebäude der Hofanlage Wehlburg, gelegentlich als eines der schönsten Bauernhäuser Deutschlands bezeichnet

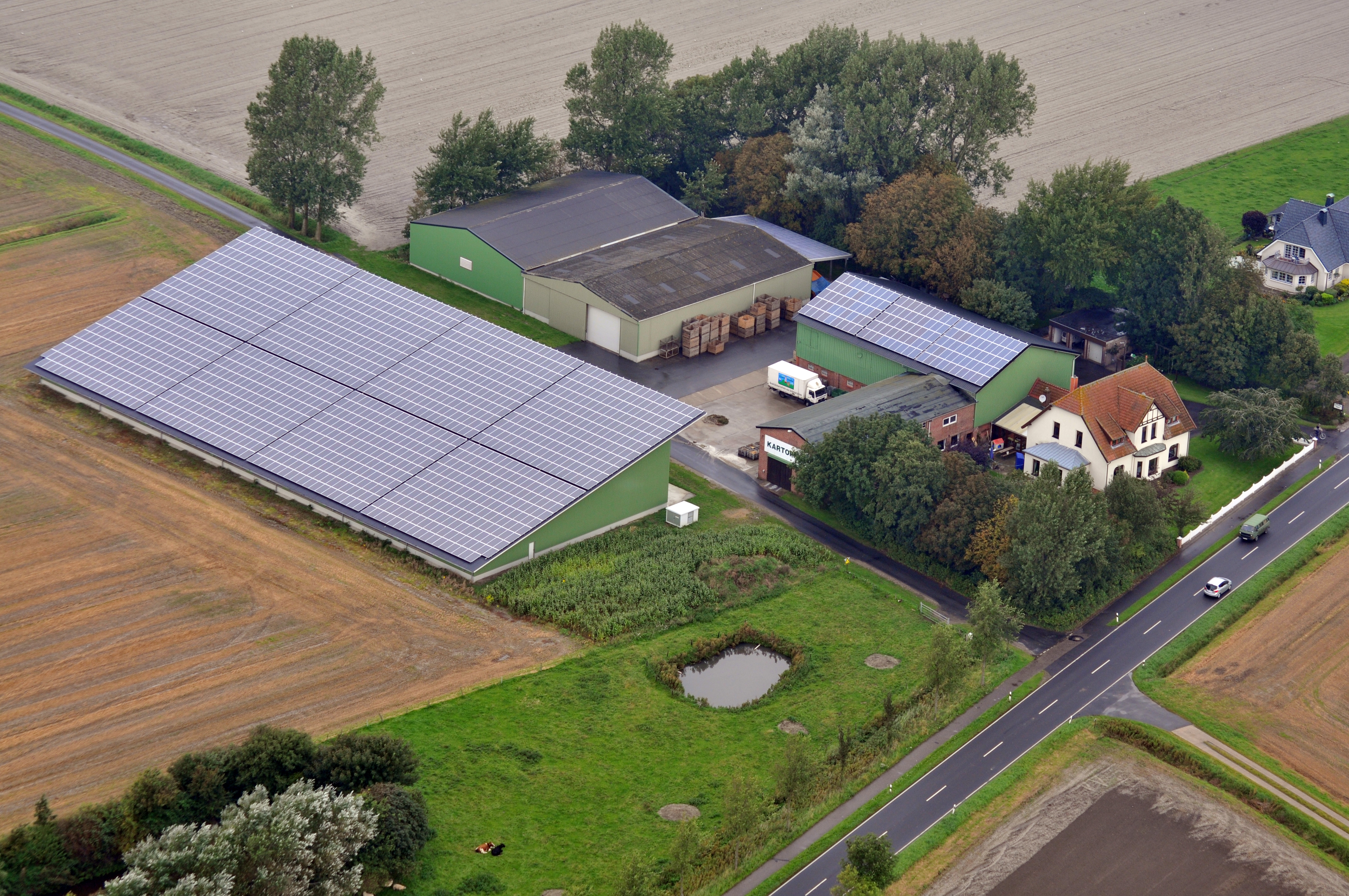
Bauernhof mit Wirtschaftsgebäuden in Schleswig-Holstein

Unter einem Bauernhof versteht man einen strukturierten landwirtschaftlichen, oft land- und forstwirtschaftlichen Betrieb, respektive auch die Hofstelle oder dem Bauernhaus mit Wohn- und Wirtschaftsgebäuden dieses Betriebes als klassische Siedlungsform (Gehöft), kurz auch nur Hof genannt.
Wo in anderen europäischen Sprachen das Bauernhaus (mit den übrigen Agrarbauten) häufig vom gesamten Agrarbetrieb unterschieden wird, so werden beide Begriffe in Deutschland, im Osten Frankreichs und den Niederlanden wohl unter dem Dachbegriff Bauernhof zusammengefasst.

## Allgemeines
Der typische Bauernhof ist ein Familienbetrieb, in dem die Mitglieder der Besitzerfamilie überwiegend Agrarproduktion betreiben. Der Begriff des Bauernhofs umfasst nicht nur das Bauernhaus als Wohngebäude, sondern auch alle Wirtschaftsgebäude wie Scheune, Stallungen, Geräteschuppen und Agrarflächen.

## Begriffe
Da es den zur Urproduktion gehörenden Bauernhof bereits in der Antike gab, haben sich verschiedene Bewirtschaftungsformen entwickelt.

### Gutshof, Meierhof
Als Gutshof oder Meierhof wurden und werden meist große Wirtschaftsgüter bezeichnet, in denen die praktische Arbeit überwiegend von Landarbeitern ausgeführt wird, während ein Gutsherr oder Verwalter (Meier) vor allem als Unternehmer tätig ist, also in Abgrenzung zum üblichen bäuerlichen Familienbetrieb. Die Besitzer können aus der ländlichen Oberschicht stammen (Landadel, so z. B. das Rittergut) oder Städter sein, oder Institutionen wie Staat und kirchlichen Einrichtungen angehören. Ähnlich ist die antiquierte Form des Fronhofes. Viele ehemalige Güter, die nicht zerfallen sind, gehören heute größeren Firmen, oder es sind Genossenschaften, z. B. in Ostdeutschland als Nachfolgebetriebe der LPG. In Ländern mit bestehendem Adel, wie in England, sind Gutshöfe im klassischen Sinne oft noch Familienbesitz.

### Bergbauernhof
Bergbauern sind Landwirte in Hochgebirgen wie den Alpen, Karpaten oder hohen Mittelgebirgen. Die Anpassung an die zwar immer schwierigen, aber regional unterschiedlichen Bedingungen kann in Spezialisierung, z. B. auf Viehhaltung, aber auch in aufwändiger Landschaftsgestaltung (Terrassenfelder) bestehen. Typisch für Viehhaltung im Hochgebirge sind die Almen, die aber im Gegensatz zu Bauernhöfen nur für einen Teil des Jahres bewirtschaftet und bewohnt werden.

### Farm

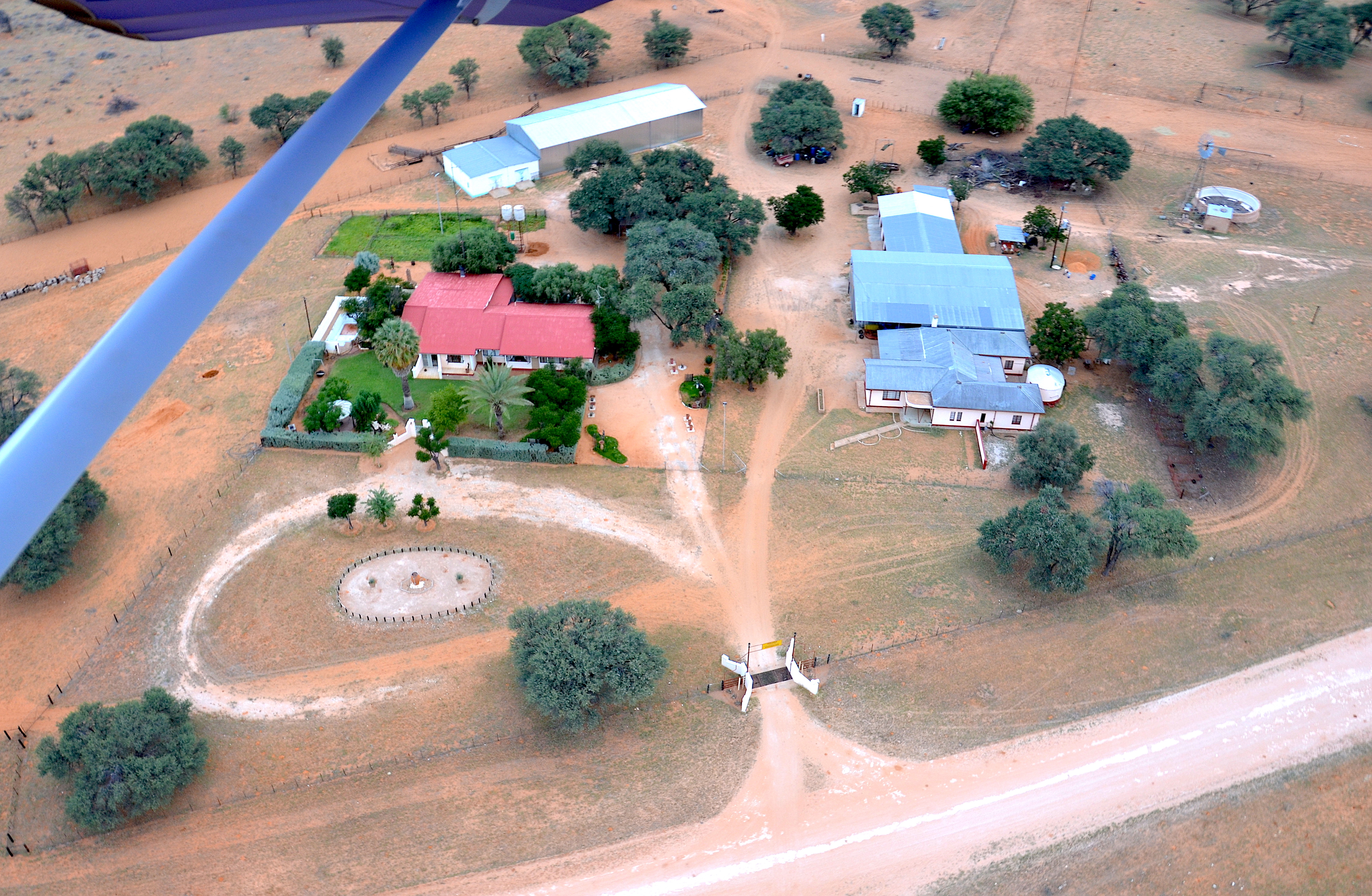
Eine typische Farm in Namibia (2017)

Im Englischen bezeichnet das Wort Farm heute jeden landwirtschaftlichen Betrieb, wobei der Begriff ursprünglich die von einem Landesherrn gepachteten Äcker und Wiesen eines landlosen Bauern bezeichnete. Dies gilt analog auch in Frankreich mit dem verwandten Begriff Ferme für einen (ursprünglich gepachteten) Agrarbetrieb. Im deutschsprachigen Raum werden nur spezialisierte Tierzuchtbetriebe als Farm bezeichnet (z. B. „Hühnerfarm“), die von klassischen Strukturen eines Bauernhofes durch rein industrielle Strukturen abweichen. Marktorientierte Betriebe außerhalb Europas werden unabhängig von Betriebsgröße und Besitzverhältnissen auch auf Deutsch überwiegend Farm genannt.
Große Betriebe mit extensiver Viehzucht ohne Stallungen werden in englisch- und spanischsprachigen Ländern als Ranches bezeichnet.

### Plantage
In Abgrenzung zur bäuerlichen Landwirtschaft werden Agrarbetriebe im industriellen, exportorientierten Pflanzenbau als Plantagen bezeichnet. Plantagen (französisch Plantage ‚Anpflanzung‘) sind ursprünglich Großunternehmen der tropischen Gebiete, die dauerhafte Pflanzen (z. B. Bananen, Kaffee) züchten und ernten.

### Agrarfabrik
Der Ausdruck „Agrarfabrik“ ist negativ besetzt und beinhaltet Kritik an nicht artgerechter Massentierhaltung (z. B. Hühnerfarm, Lachsfarmen) und der Bewirtschaftung von Monokulturen, etwa große Obstbaubetriebe, sowie in Fabrikhallen gezüchtetes Gemüse. Insbesondere die Größe der Tierställe etwa in der Schweineproduktion oder Geflügelproduktion wird kritisch beurteilt. Eine Definition für Agrarfabrik fehlt. Somit werden auch deutsche Familienbetriebe pauschal mit diesem Kampfbegriff konfrontiert.

### Bezeichnungen im Ausland
In Großbritannien, Kanada und den USA werden großflächige Agrarbetriebe als Farm, oder bei reiner Rinderhaltung als Feedlot, bezeichnet. In Spanien und Iberoamerika ist von Hazienda oder Estancia die Rede, in Brasilien wird jeder landwirtschaftliche Betrieb, unabhängig von seiner Größe, als Fazenda bezeichnet. Australien nennt Rinderfarmen mit über 10.000 ha „Station“, was eigentlich Bahnhof bedeutet, da die Rinder an einer bestimmten Station zusammengetrieben werden, um sie zu verladen. Sie ist sehr großflächig, so dass für den Viehtrieb oft Hubschrauber und Motorräder zum Einsatz kommen.

## Entwicklung

### Weniger, größere, praktischere Betriebe
In Gegenden mit geschlossenen Dörfern erschwert räumliche Enge der Wirtschaftsgebäude und Dorfstraßen oft moderne Landwirtschaft. Die wenigen verbliebenen Vollerwerbsbetriebe ziehen darum nicht selten in Aussiedlerhöfe um.

### Resthof
Baulich erhaltene Bauernhöfe, die jedoch keine landwirtschaftlichen Betriebe mehr sind und zu denen keine Äcker oder Weiden mehr gehören, werden als Resthöfe bezeichnet.

### Spezialisierung
Während die Bauern früherer Zeiten vor allem für die Eigenversorgung arbeiteten und auch Kleidung und andere Gebrauchsgegenstände möglichst selbst herstellten, so genannte Subsistenzwirtschaft, ist mit der Marktorientierung auch eine Spezialisierung eingetreten. Frühe Formen der Spezialisierung waren vor allem geografisch bedingt, wie beim Weinbau und bei der Milchwirtschaft (Meierei). Extremformen sind die Geflügelfarm, die gar keine Freiflächen mehr bewirtschaftet, und der Reiterhof, eine Sportstätte ohne Nahrungsmittelproduktion.

### Diversifikation
Das Bedürfnis nach schadstoffarmen ökologisch erzeugten Nahrungsmitteln wirkt dem Spezialisierungstrend allerdings etwas entgegen, da zur biologisch-dynamischen Produktionsweise gehört, Abfälle aus der Tierhaltung für die Pflanzenproduktion zu nutzen und umgekehrt. Bauernhöfe mit mehreren Produktionssparten sind zudem besonders attraktiv für eine weitere Einnahmequelle, den Tourismus. Wer „Urlaub auf dem Bauernhof“ machen möchte, sucht wohl eher ein Ambiente, das seinem idealisierten Bild von Landwirtschaft entspricht.

### Betriebsgrößen
Die Anzahl der landwirtschaftlichen Betriebe in Deutschland ist seit Jahrzehnten rückläufig. Während es 2007 insgesamt 288.633 Bauernhöfe gab, waren es 2010 nur noch 271.783 Betriebe (Betriebsgröße ab 5 ha LF). Die pro Hof bewirtschaftete Fläche stieg von 58,0 auf 61,3 Hektar. Mehr als die Hälfte der deutschen Agrarfläche wird von Großbetrieben mit mehr als 100 Hektar Größe bewirtschaftet.

## Bauernhaus

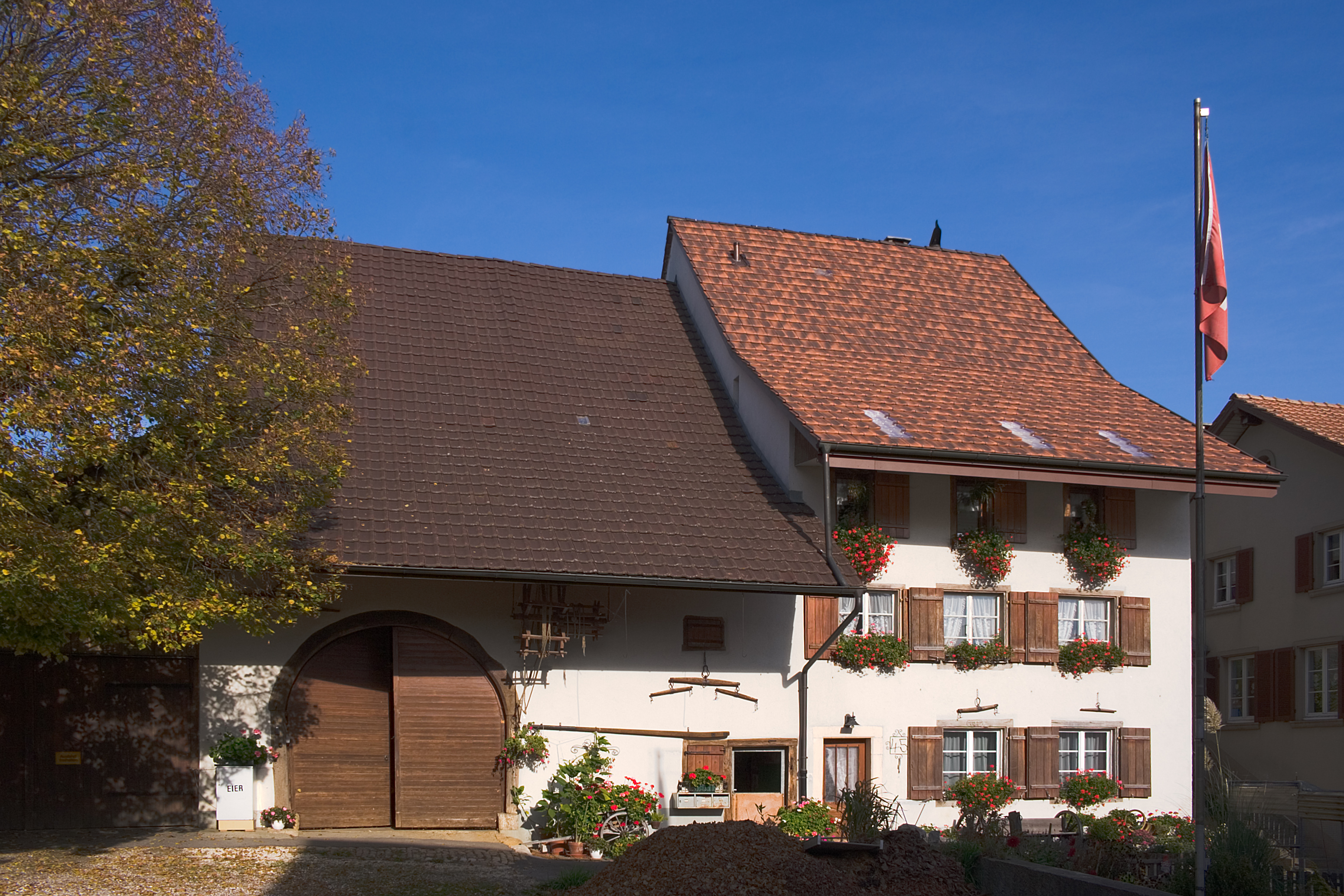
Bauernhaus mit angebauter Scheune (links) in der Schweiz

Bauernhäuser und andere Agrargebäude sind ein Kompromiss aus verschiedenen Anforderungen an ein Gebäude. Neben einem Wohntrakt, der oft für mehr als zwei Generationen reichen muss, wird das Haus verbreitet als Stall, Lager, Werkstatt oder Remise („Unterstand“ für landwirtschaftliches Gerät) genutzt. Je nach Anlageform umfasst der Hof stattdessen weitere Wohn- und Wirtschaftshäuser, Stallungen, Speicher, Scheunen, Schuppen, Gärten, Brunnen, Lagerplätze und anderes. Bei Güterteilung bildeten sich daraus eigenständige kleine Ortschaften. Zur Lagerung oder Zwischenlagerung von Futtermitteln und ähnlichem wurden zunehmend Silos benutzt. In jüngerer Zeit werden zunehmend Biogasanlagen installiert.

### Hofformen
Die traditionelle Klassifikation von Höfen nach ihrem Grundriss unterscheidet den Eindachhof, auch Einhof, den Paarhof aus zwei parallel aufgestellten Gebäuden, den Zweiseithof oder Hakenhof, den Dreiseithof und den Vierseithof (auch Vierkanthof), und lockerer gruppierte Formen wie den Haufenhof. Traditionelle Hofform bedeutet nicht zwingend, dass alle Gebäude uralt sein müssen. Bis weit ins zwanzigste Jahrhundert orientierte man sich auch bei Neubauten überwiegend am traditionellen Baustil, nicht selten auch an der gewohnten räumlichen Anordnung.

#### Eindachhöfe
Der Eindachhof (häufig auch Einfirsthof) besteht im Wesentlichen aus einem Gebäude mit durchlaufender Firstlinie, dem bäuerlichen Einhaus mit den drei Funktionen: Wohnen, Viehhaltung und Lagerraum. Konstruktion und Raumaufteilung können dabei sehr unterschiedlich sein:
- Das niederdeutsche Hallenhaus hat eine Längsteilung, bei der zwei Reihen hölzerner Ständer den Grundriss in drei Schiffe teilen und Wohn- und Wirtschaftsbereich ursprünglich fließend ineinander übergingen.
- Bei quergeteilten Einhäusern (Quereinhäuser) sind diese beiden Bereiche von Anfang an strikt getrennt. Der Wirtschaftsbereich kann aber unterschiedlich gegliedert sein: Beim Mittertennhaus[8] liegt die Tenne zwischen Wohntrakt und Stall, beim Mitterstallhaus hingegen schließt der Stall unmittelbar an den Wohntrakt an, die Tenne liegt hinter dem Stall. In abschüssigem Gelände schließlich befindet sich die Tenne nicht selten über dem Stall. Beim gestelzten Haus liegt der Wohntrakt über dem Stall. Aufgrund der weiten Verbreitung quergeteilter Einhäuser (z. B. französische Westküste, Süddeutschland, Donauländer) gibt es sehr ähnliche Strukturen bei sehr verschiedenem Baustil und umgekehrt verschiedene Strukturen bei gleichem Baustil. Eine systematische Klassifikation wäre daher kompliziert.
- Während bei Einhäusern nördlich der Alpen fast immer mehrere Funktionen ebenerdig liegen, findet man im Mittelmeerraum verbreitet dreigeschossige Einhäuser mit vorwiegend vertikaler Gliederung, unten Stall und Wagenschuppen, darüber die Wohnräume, darüber der Speicher. Bei Einzelhöfen ist diese Dreigeschossigkeit in der Regel wörtlich zu nehmen. Bei räumlicher Enge in Dörfern mit geschlossener Bebauung können es durch Mehrgeschossigkeit von Wohnung und Speicher auch fünf Geschosse werden.
- Typisch für die Einfirsthöfe des 18. Jahrhunderts südlich der Alpen sind die großzügig ausgebauten Dächer mit den weit überstehenden Regenwasserrinnen und den Nebengebäuden. So gehörten zum Wohnstallhaus bei größeren Gehöften oft ein separat stehender Stadel und ein Getreidekasten (Troadkasten). Ebenso waren zur Selbstversorgung ein meist kleiner umzäunter Garten (Bauerngarten) vorhanden und ein kleines Backhaus, das aufgrund von Brandgefahr einen Mindestabstand zu den anderen Gebäuden hatte. Eine markante Eigenschaft dieser Einfirsthöfe sind die meist umlaufende Laube und der teilverschalte Giebel.[9]
- In Gegenden, in denen traditionell der Mehrseithof zu finden ist, wie etwa im Odenwald oder im Vogelsberg, bildet das Einhaus die Gehöftform eines bäuerlichen Kleinstbetriebes, wie etwa das denkmalgeschützte Einhaus in Hesselbach.

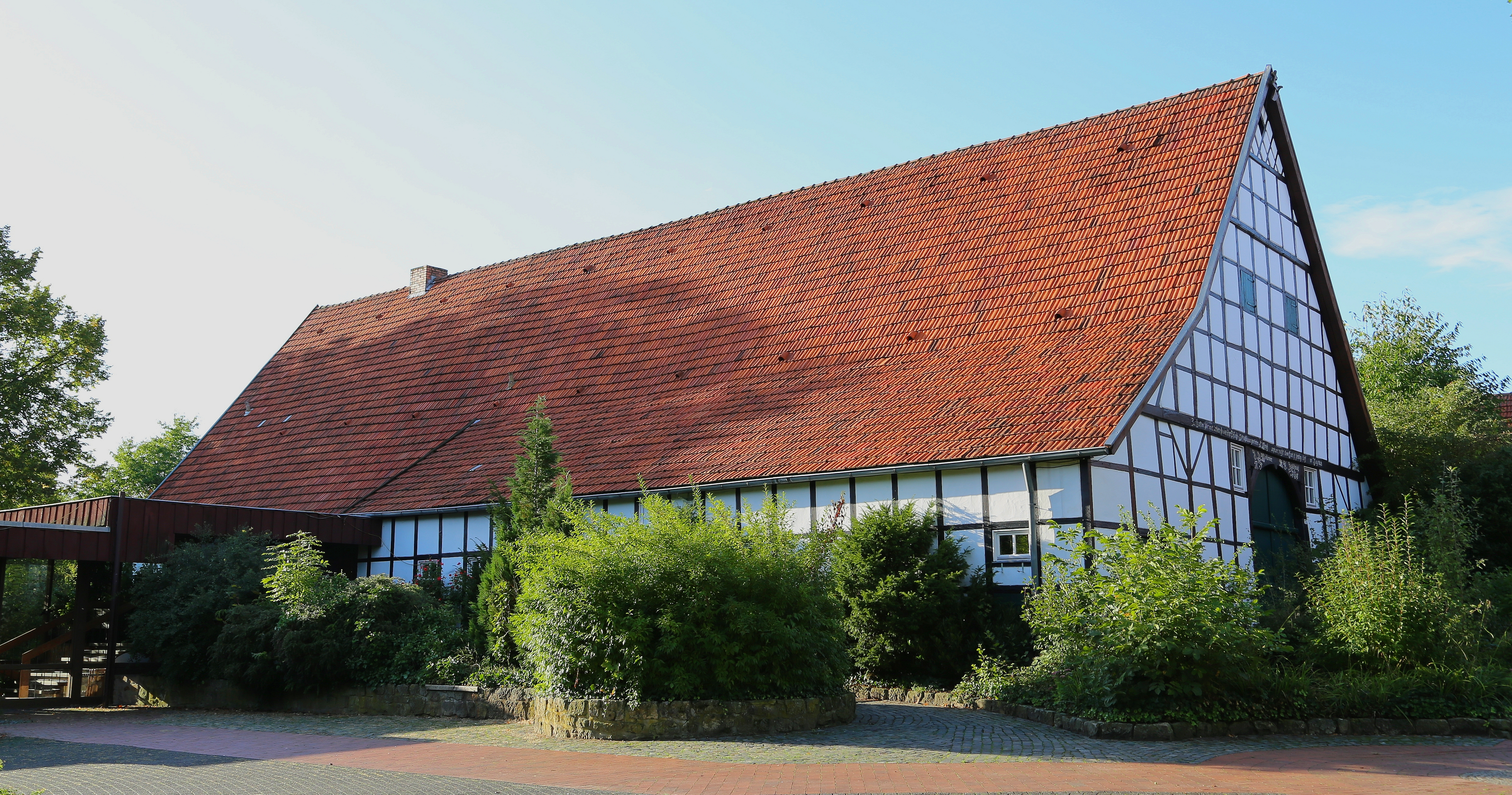
Niederdeutsches Eindachhaus in Ibbenbüren, Westfalen
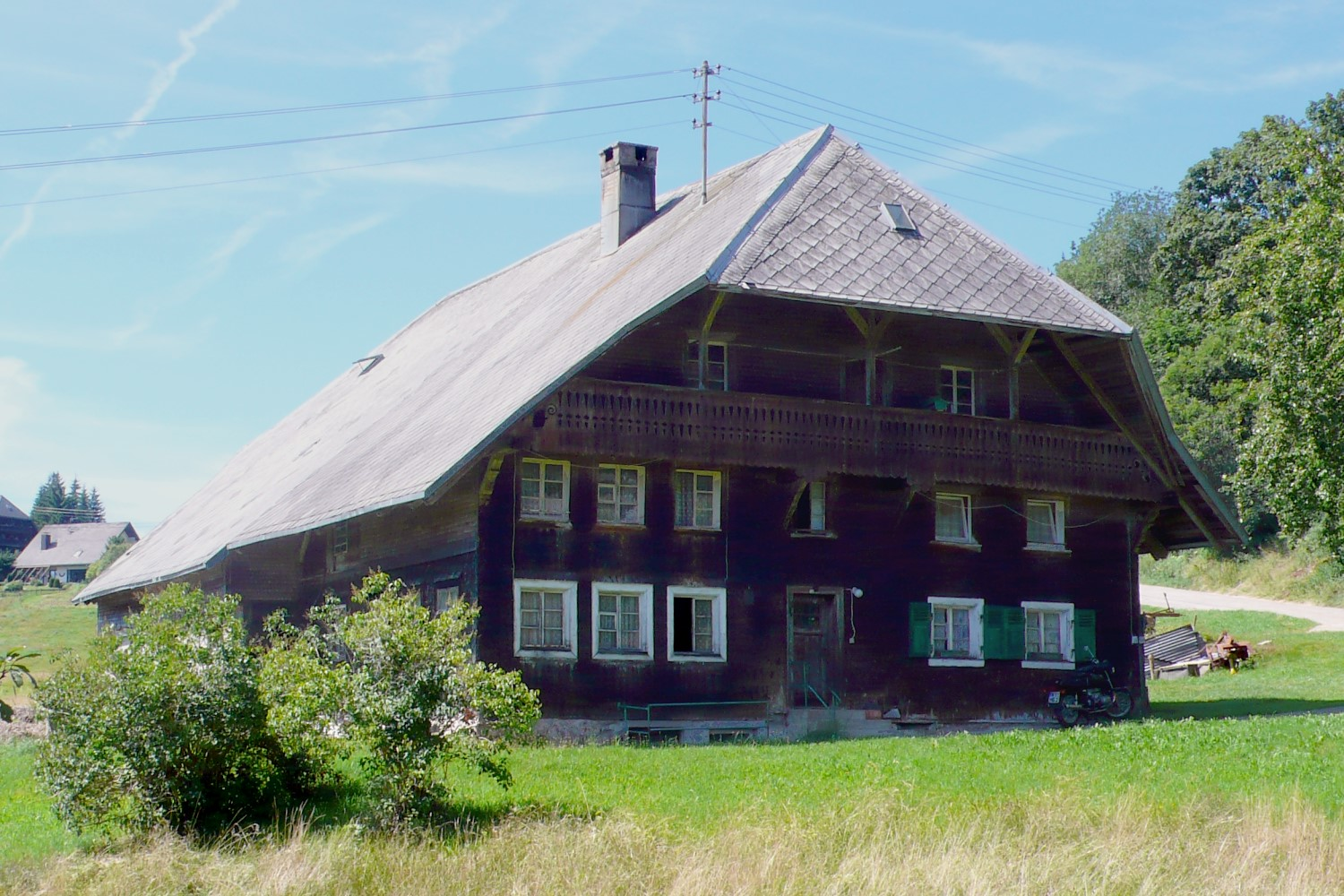
Schwarzwaldhaus
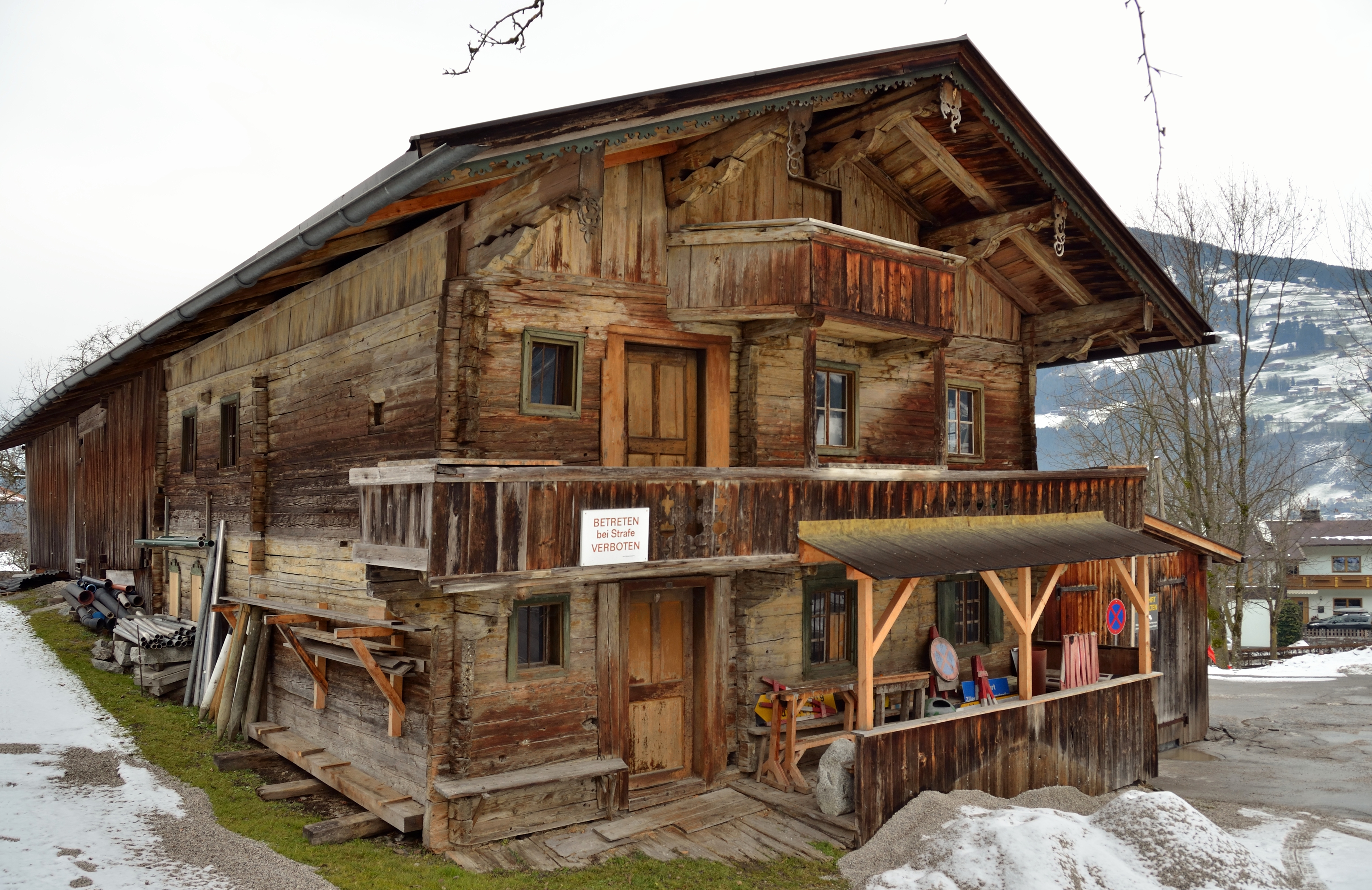
Quergeteilter alpiner Einhof Kaltenbach im Zillertal, Tirol
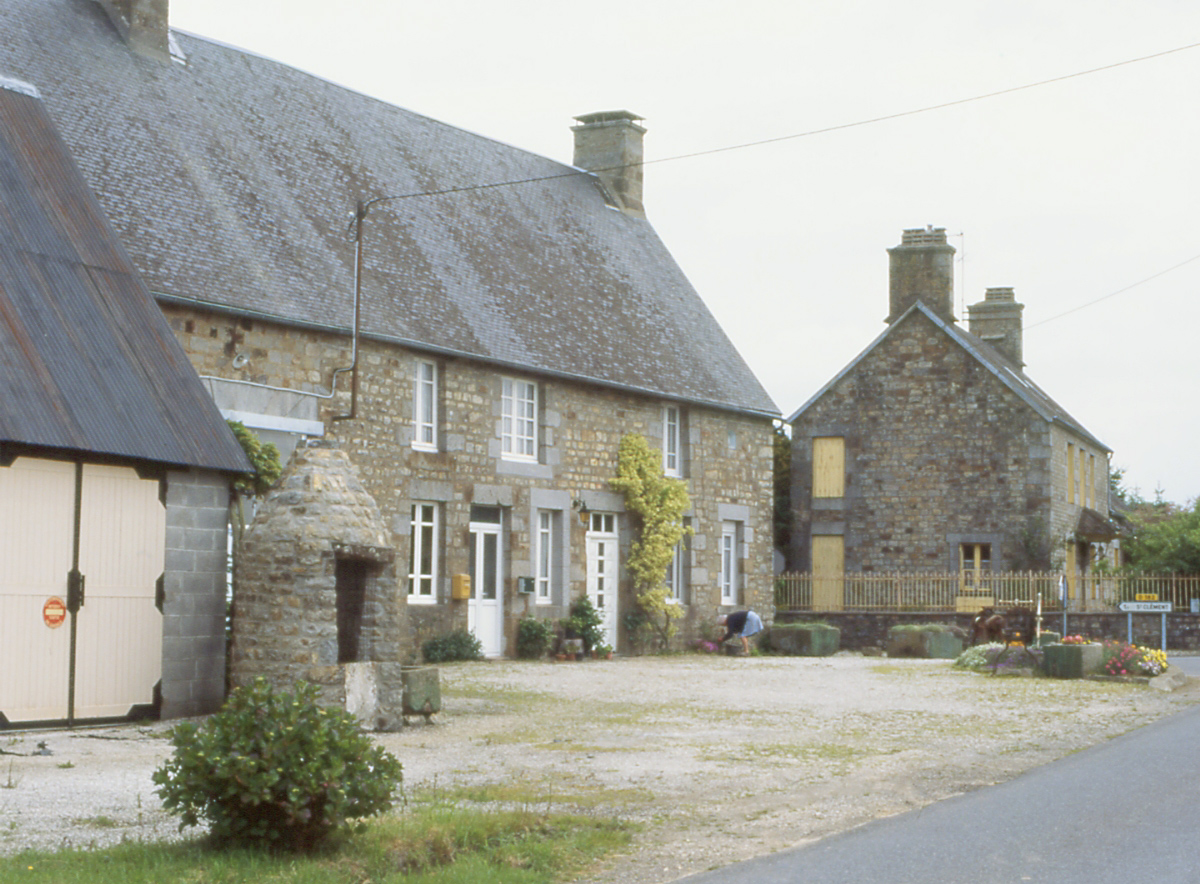
Eindachhof in der Normandie
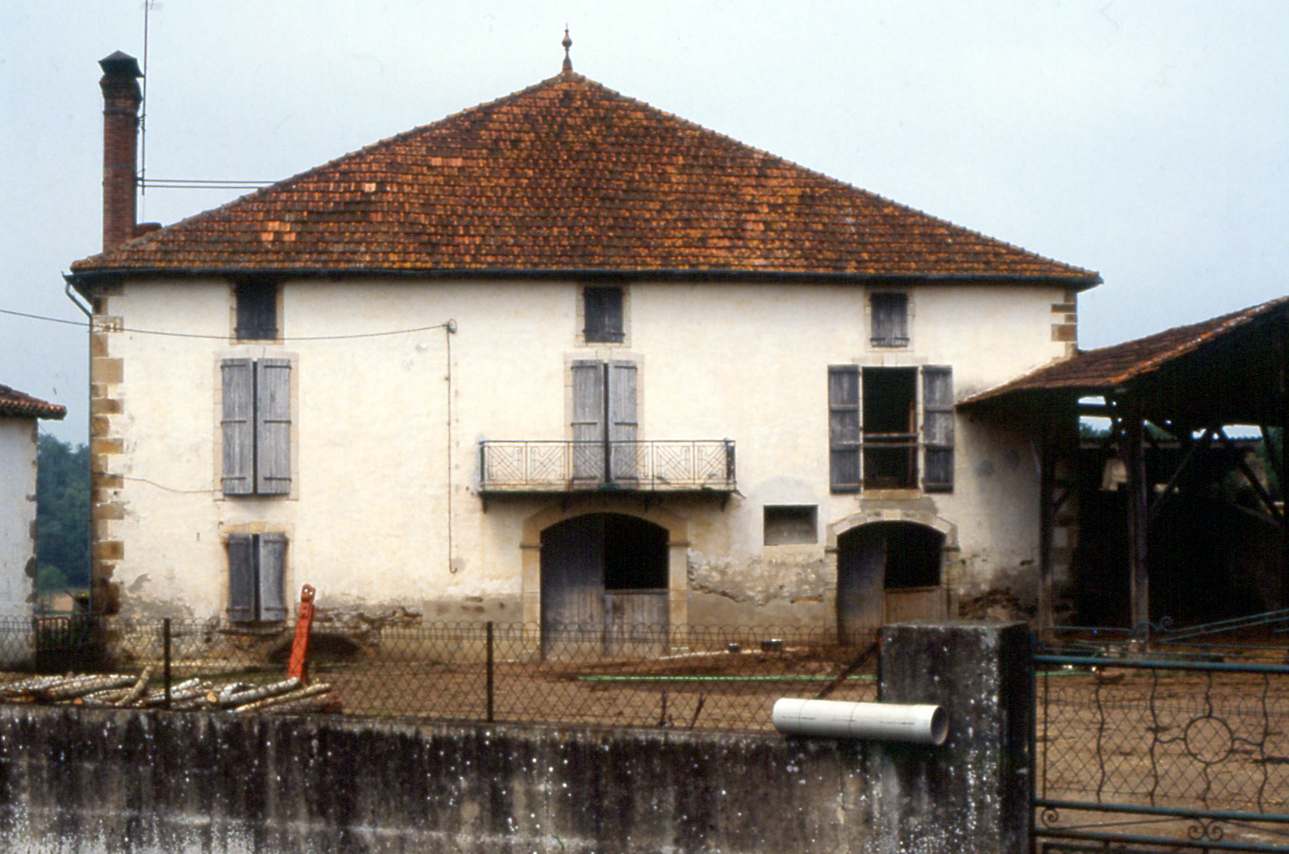
Eindachhof, dreigeschossig (Mittelmeertyp) im Baskenland

Regionaltypische Eindachhöfe

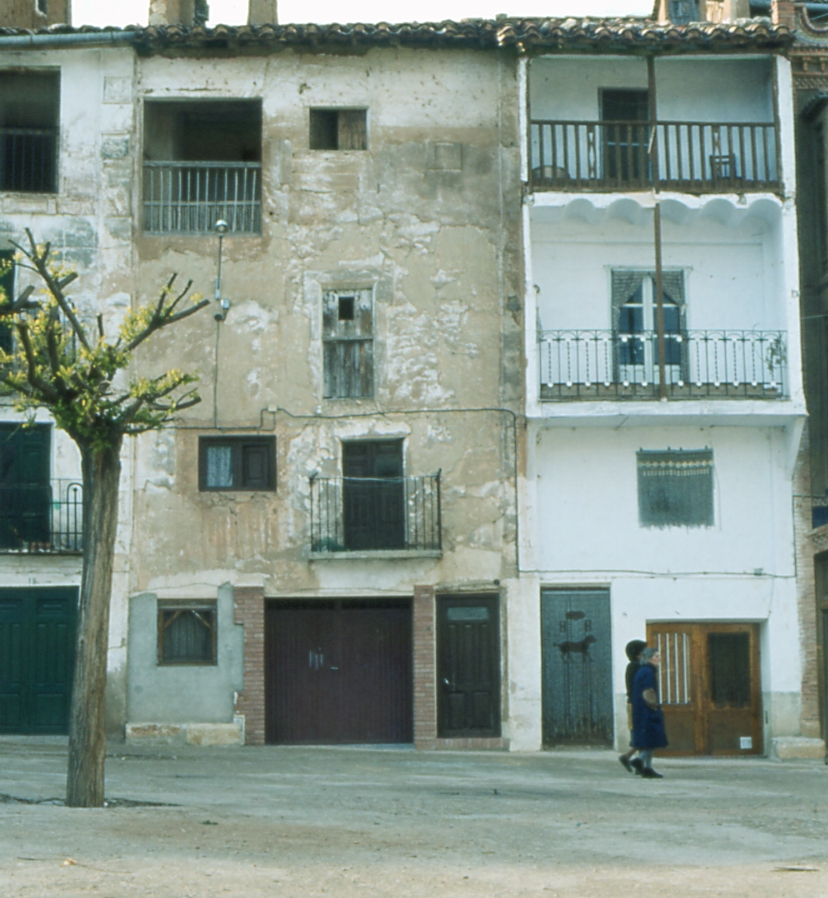
Spanien: viergeschossiger Eindachhof in Casas Bajas am oberen Turia bei Teruel, aber zur Provinz Valencia

- Alpiner Einhof im Alpenraum und dort vor allem in Österreich
- Bressehaus (ferme bressane) in der französischen Bresse (Département Saône-et-Loire)
- Engadinerhaus im schweizerischen Engadin, im Tiroler Oberinntal und im Südtiroler Vinschgau.
- Ernhaus (Süddeutschland, Schweizer Mittelland)
- Geesthardenhaus und Uthlandfriesisches Haus (Jütland mit Schleswig)
- Gulfhaus oder Haubarg (Friesland)
- Hallenhaus (volkstümlich: Niedersachsenhaus) (nördlich der Mittelgebirge von den Niederlanden bis Ostpreußen)
- Lothringisches Bauernhaus, in Rheinland-Pfalz spricht man vom Trierer Einhaus[10] (Teile der Eifel und des Hunsrück, sprachüberschreitend auch Wallonien, Luxemburg[11] und Ostfrankreich)
- Pfarrer-Mayer-Haus (Region Hohenlohe und angrenzende Gebiete)
- Schwarzwaldhaus (Schwarzwald)
- Simmentaler Bauernhaus
- Südwestdeutsches Einhaus

#### Mehrdachhöfe

##### Paarhof

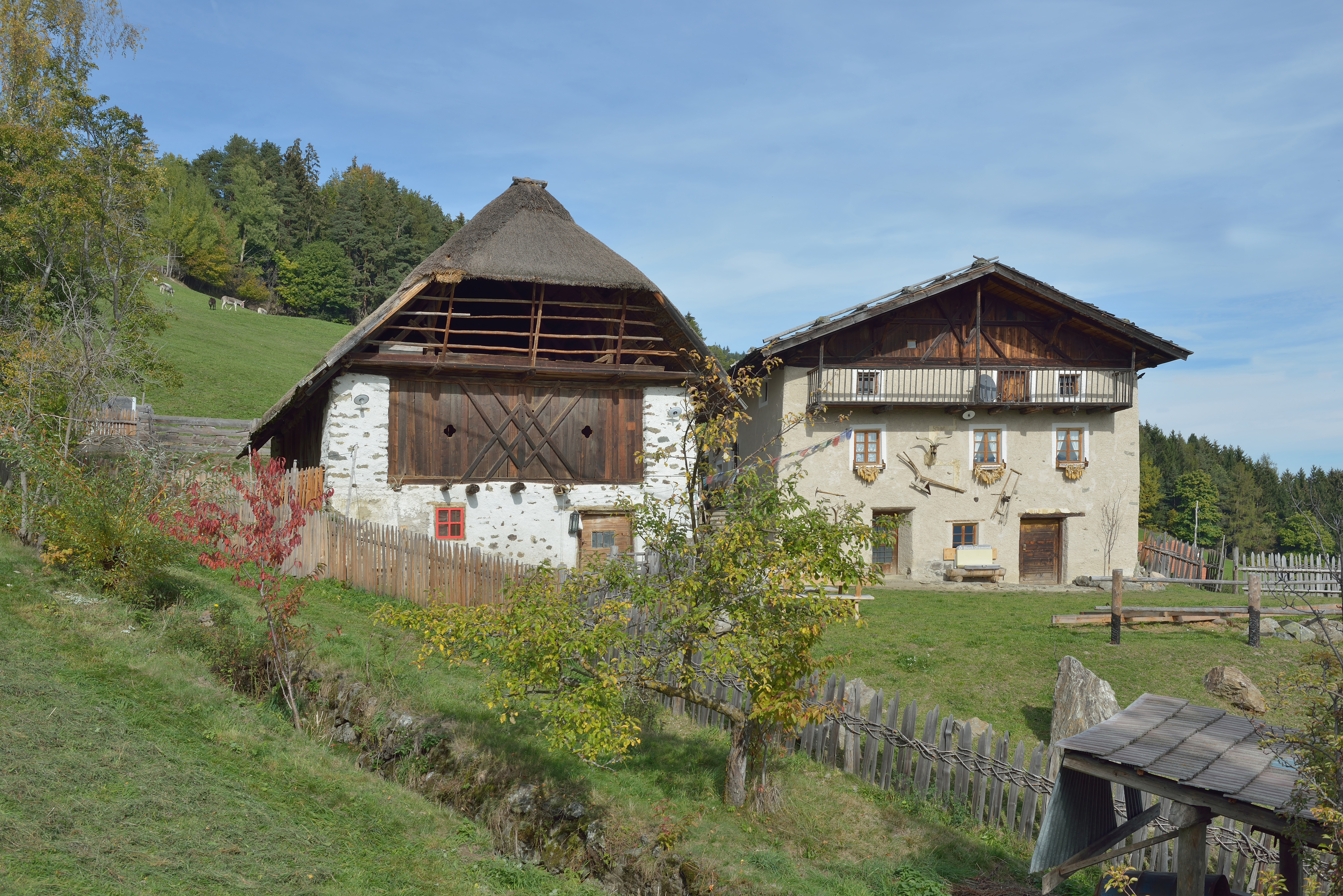
Der Felder Hof in Villanders (Südtirol)

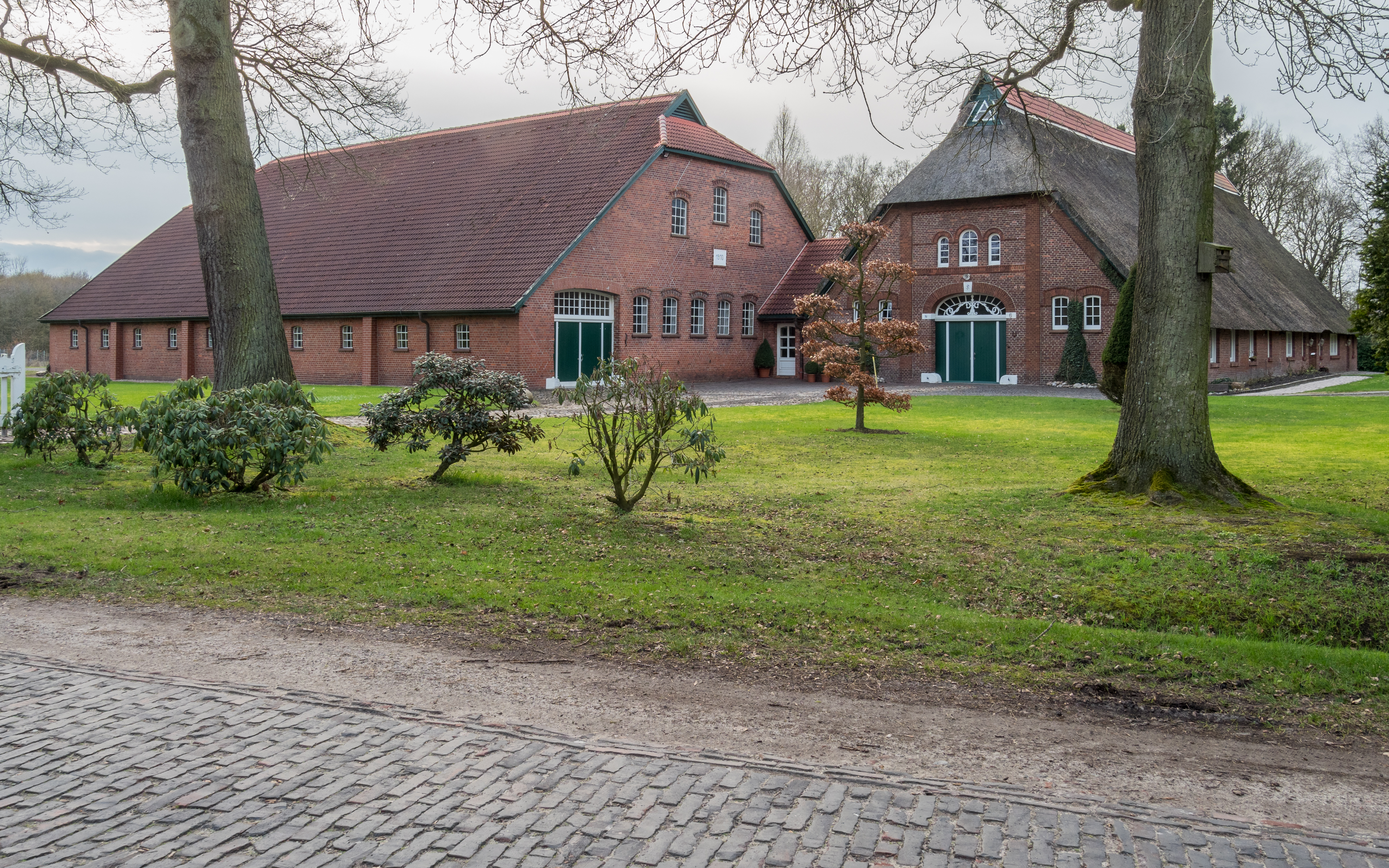
Trad. Bauernhof in Nordwest-Niedersachsen

Bei einem Paarhof sind, im Gegensatz zum Einhof, Wohnhaus und Wirtschaftsgebäude zwei getrennte Gebäude. Diese Bauweise eignet sich besonders für Hanglagen, wo für ausladende Einhöfe kein Platz ist. Um die Wege kurz zu halten, stehen die Gebäude möglichst nahe beieinander.
Im typischen Fall besteht die Anlage aus zwei zweigeschossigen, im äußeren Erscheinungsbild möglichst gleichartigen, parallel angeordneten Bauten, von denen der eine Wohnräume und Speicher, der andere Stall und Scheune beherbergt. Abhängig vom Gelände können die beiden Gebäude auch hintereinander oder quer zueinander angeordnet sein.
Der Paarhof ist von Vorarlberg bis zum östlichen Alpenrand verbreitet. Im Westen weisen die Höfe meist ein flaches Legschindeldach auf, im Osten ein steileres Nagelschindeldach.
Auch beim Frankenhof waren im Gegensatz zur niedersächsischen Bauweise Wohnung und Tierställe getrennt in gegenüberliegenden Gebäuden untergebracht.

##### Mehrseithöfe

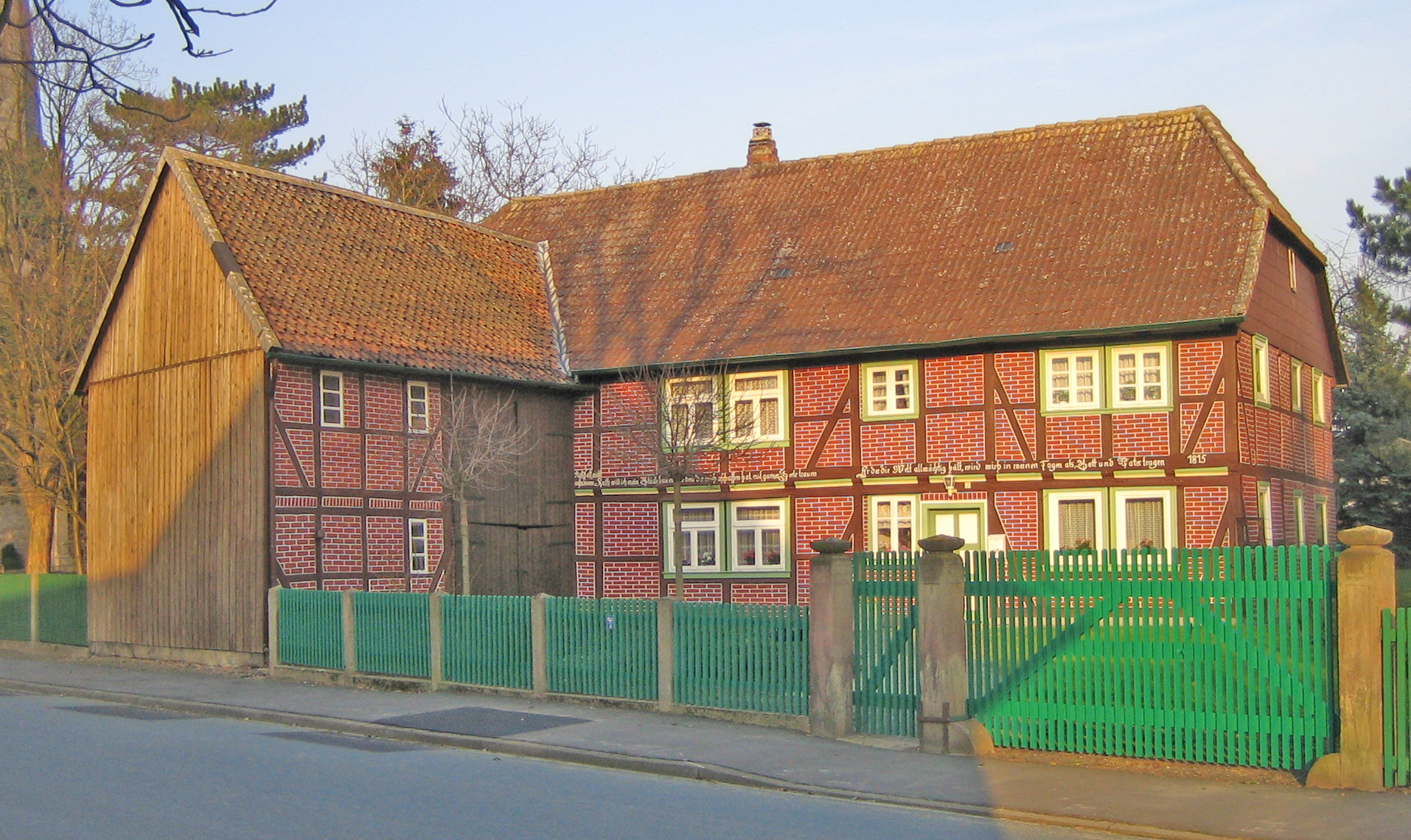
Hakenhof im östlichen Niedersachsen
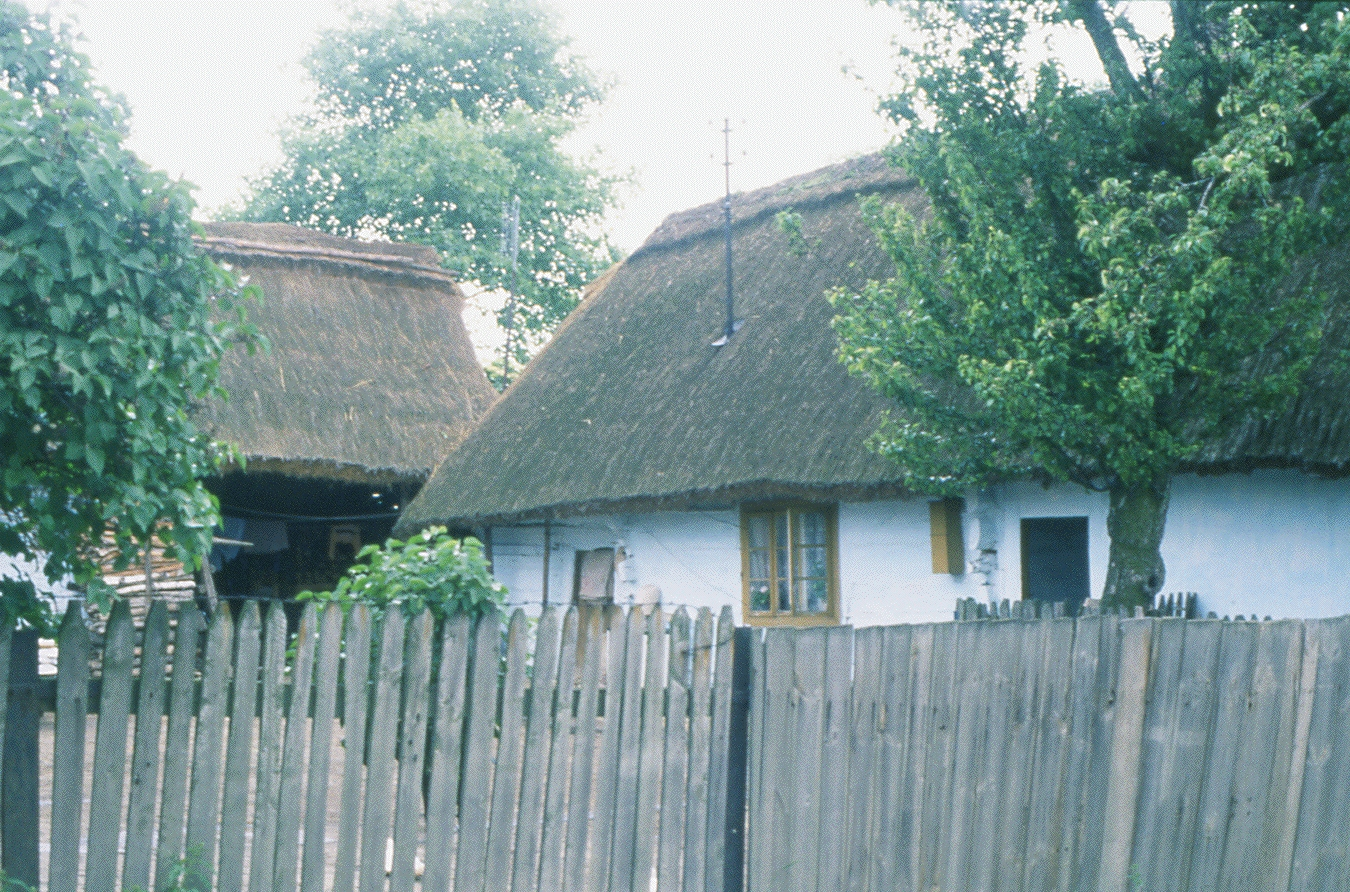
Zweiseithof bei Koło am Wartheknick in Polen

Der Zweiseithof besteht aus zwei rechtwinklig (Hakenhof, Winkelhof) oder einander gegenüberliegend angeordneten Gebäuden. Zweiseithöfe gibt es in den verschiedensten Gegenden Europas. Oft sind es kleinbäuerliche Betriebe. Ein Wohnhaus plus ein Wirtschaftsgebäude ergibt fast immer einen Zweiseithof, ohne dass dies immer der regionalen Tradition entspricht.
Bei größerer Zahl der um einen rechteckigen Hof gruppierten Gebäude ergeben sich ein Dreiseithof oder ein Vierseithof. Mehrseithöfe schließen aber nicht aus, dass sich z. B. Wohnung und Stall unter einem Dach befinden (Wohnstallhaus).
In Ortslagen sind Gebäude benachbarter Bauernhöfe nicht immer streng getrennt. So gibt es im Oberwallis traditionell Scheunen, die zwei getrennte Zugänge und unter dem First eine Trennwand haben. Jede Scheunenhälfte wird von einem anderen Bauern genutzt. In einzelnen niedersächsischen Dörfern (also eigentlich Einhaus-Gebiet) wurde im 18. Jh. aus Feuerschutzgründen am Ortsrand ein Scheunenviertel angelegt, in dem jeder Bauer eine Scheune hatte.

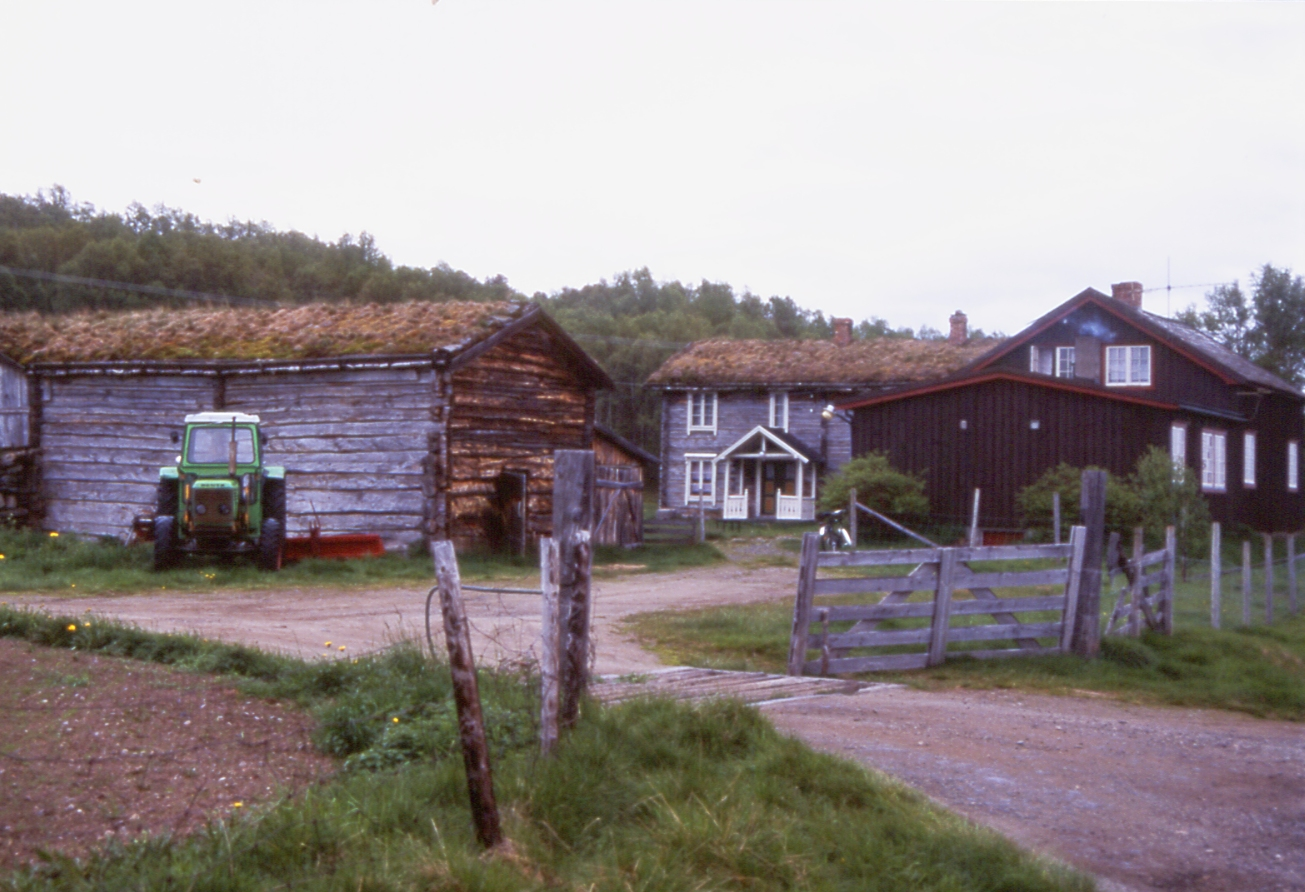
Dreiseithof am Femundsee (N)
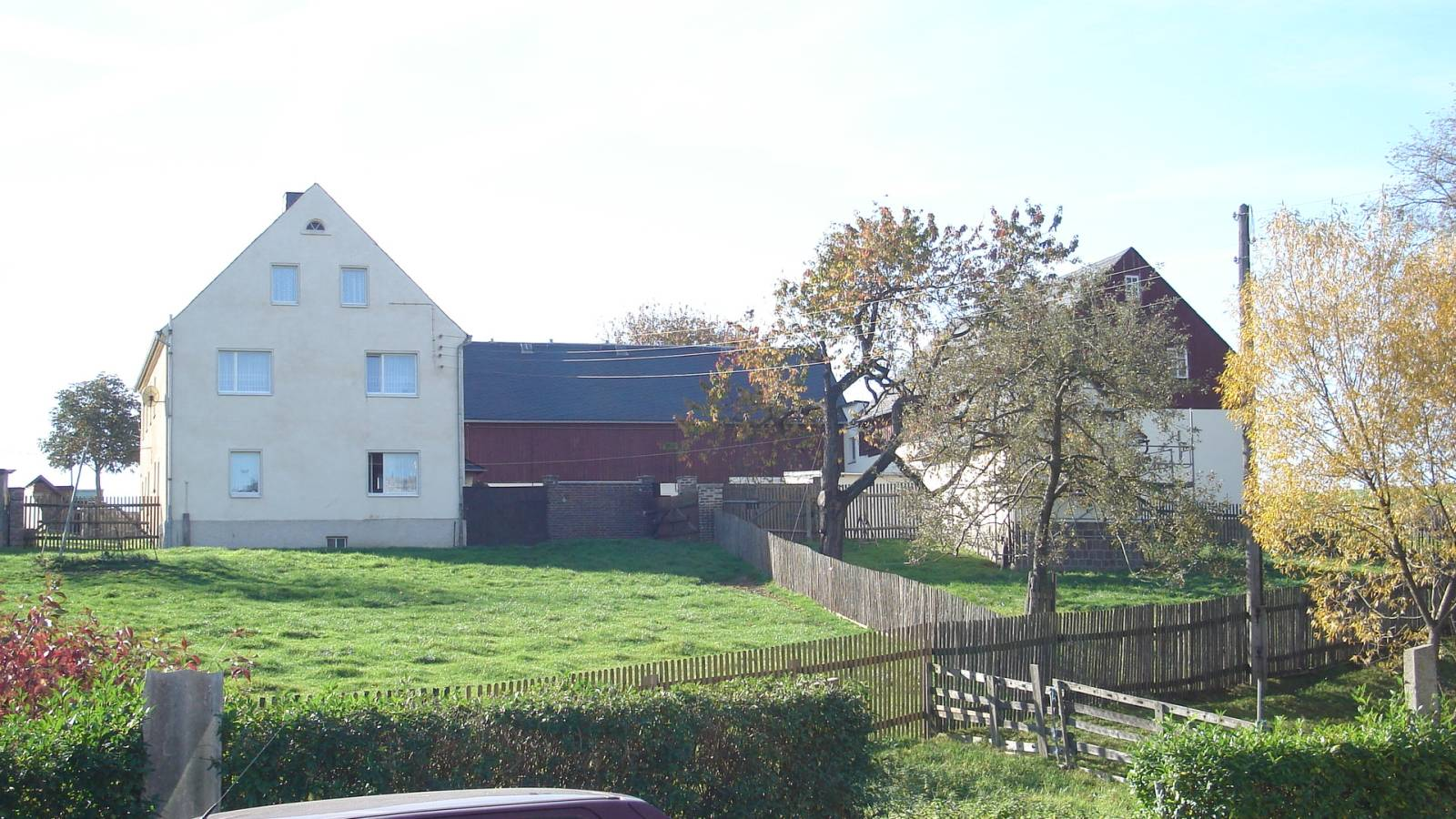
Dreiseithof in Sachsen
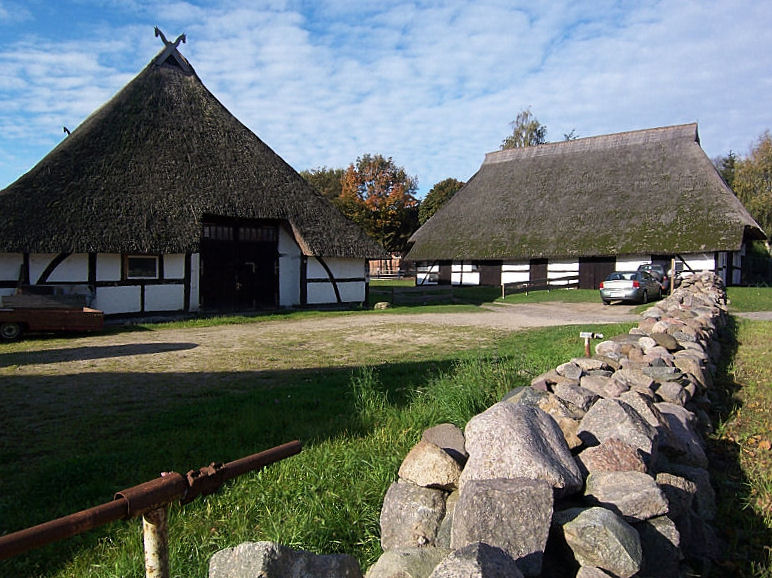
Dreiseithof in Lichtenhagen, Mecklenburg-Vorpommern
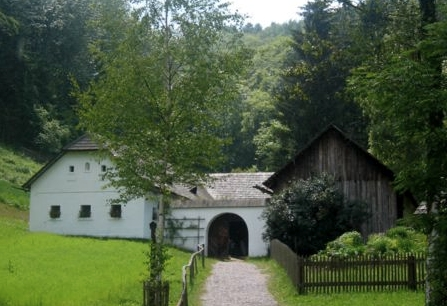
Waldviertler Dreiseithof / Österreichisches Freilichtmuseum
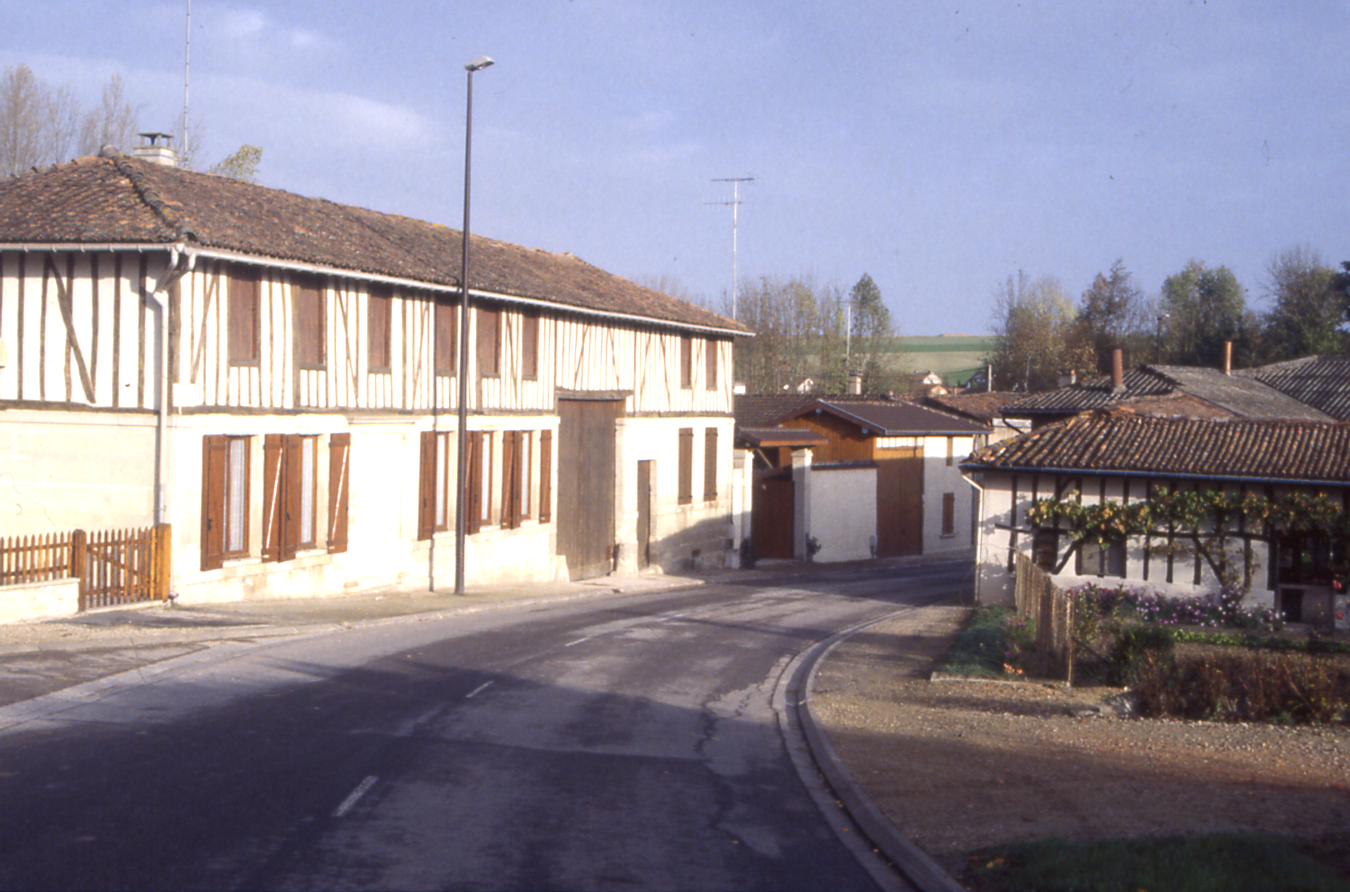
Straßenfront eines Mehrseithofes in der Champagne, Frankreich
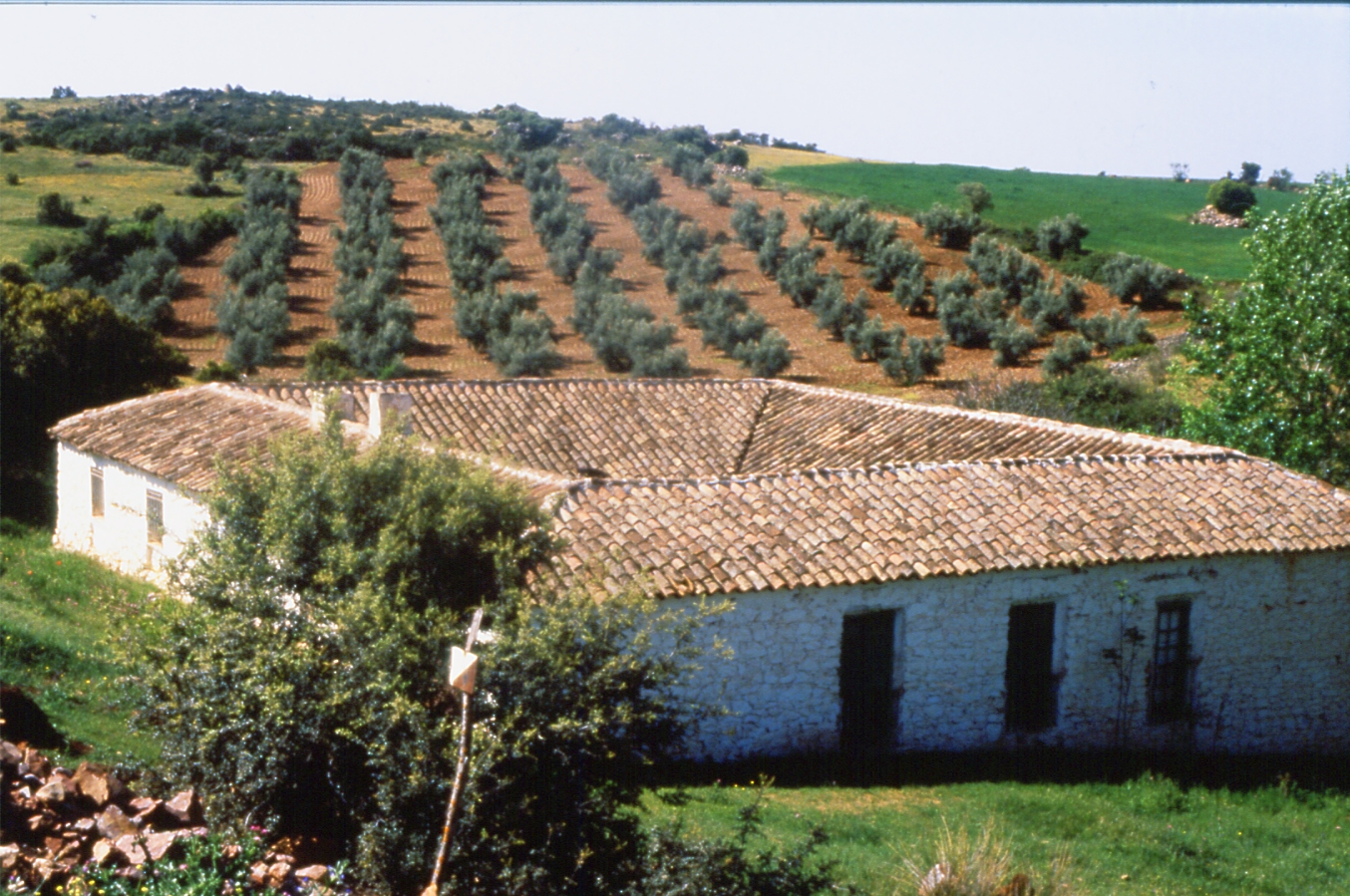
Vierseithof, Sierra Morena (Spanien)

##### Haufenhof

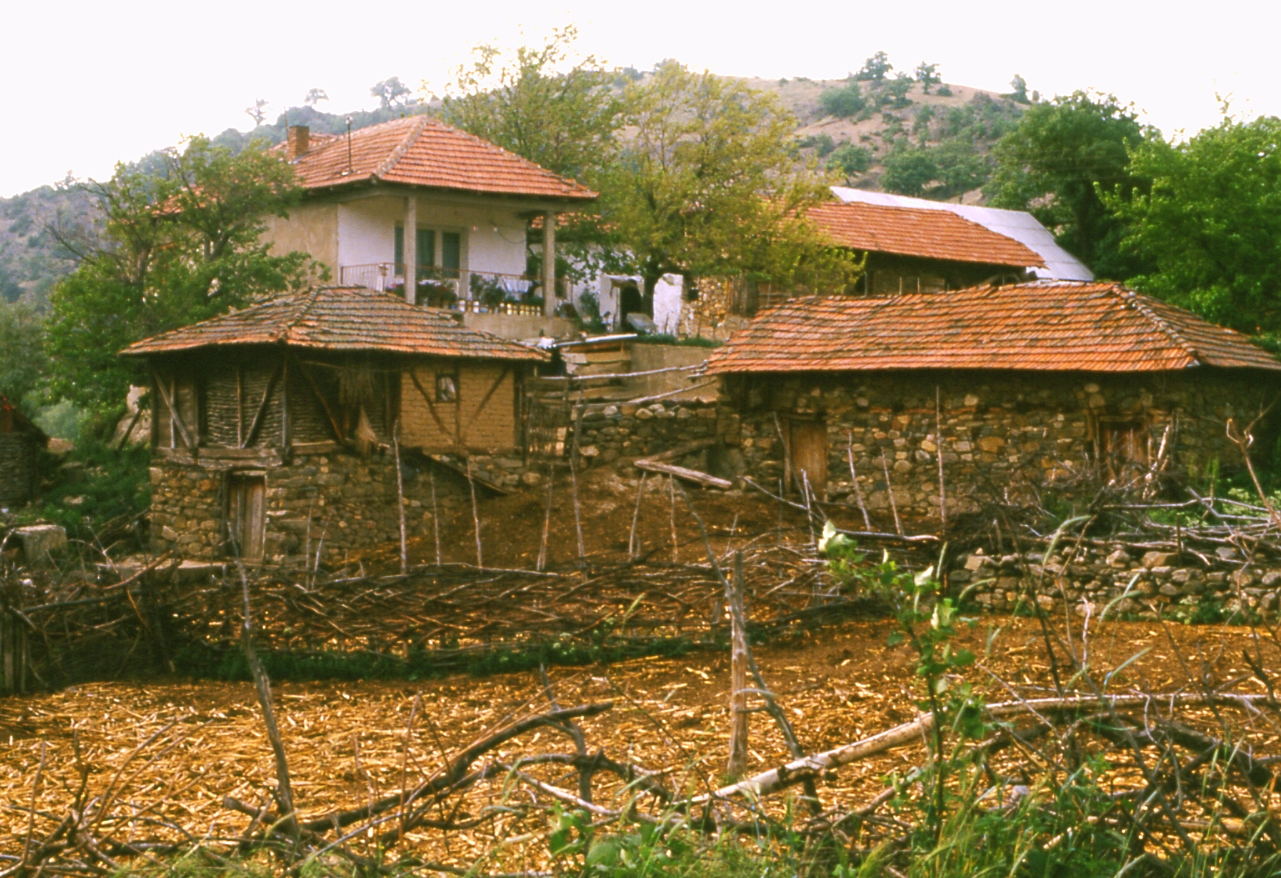
Haufenhof in Nordmazedonien

Sind die verschiedenen Hofgebäude unregelmäßig angeordnet, spricht man von einem Haufenhof. Dieser wird als die urtümlichste Hofform angesehen. Eine Extremform des Haufenhofs ist die Musha (so die Bezeichnung in Schona, der Landessprache von Simbabwe) einiger Bantuvölker, hier ist sogar der Wohnraum auf verschiedene Gebäude verteilt, getrennte Hütten als Schlafräume der verschiedenen Generationen und die Küchenhütte.

##### Regionaltypische Mehrdachhöfe oder Gebäude von Mehrdachhöfen
- Altenburger Vierseithof
- Chalet v. a. Schweizer Alpen, ein Wohnhaus, neben dem der traditionelle Bauernhof Stall- und Speicherhäuser umfasste, die in Ortslagen teilweise von Nachbarn zusammen genutzt wurden.

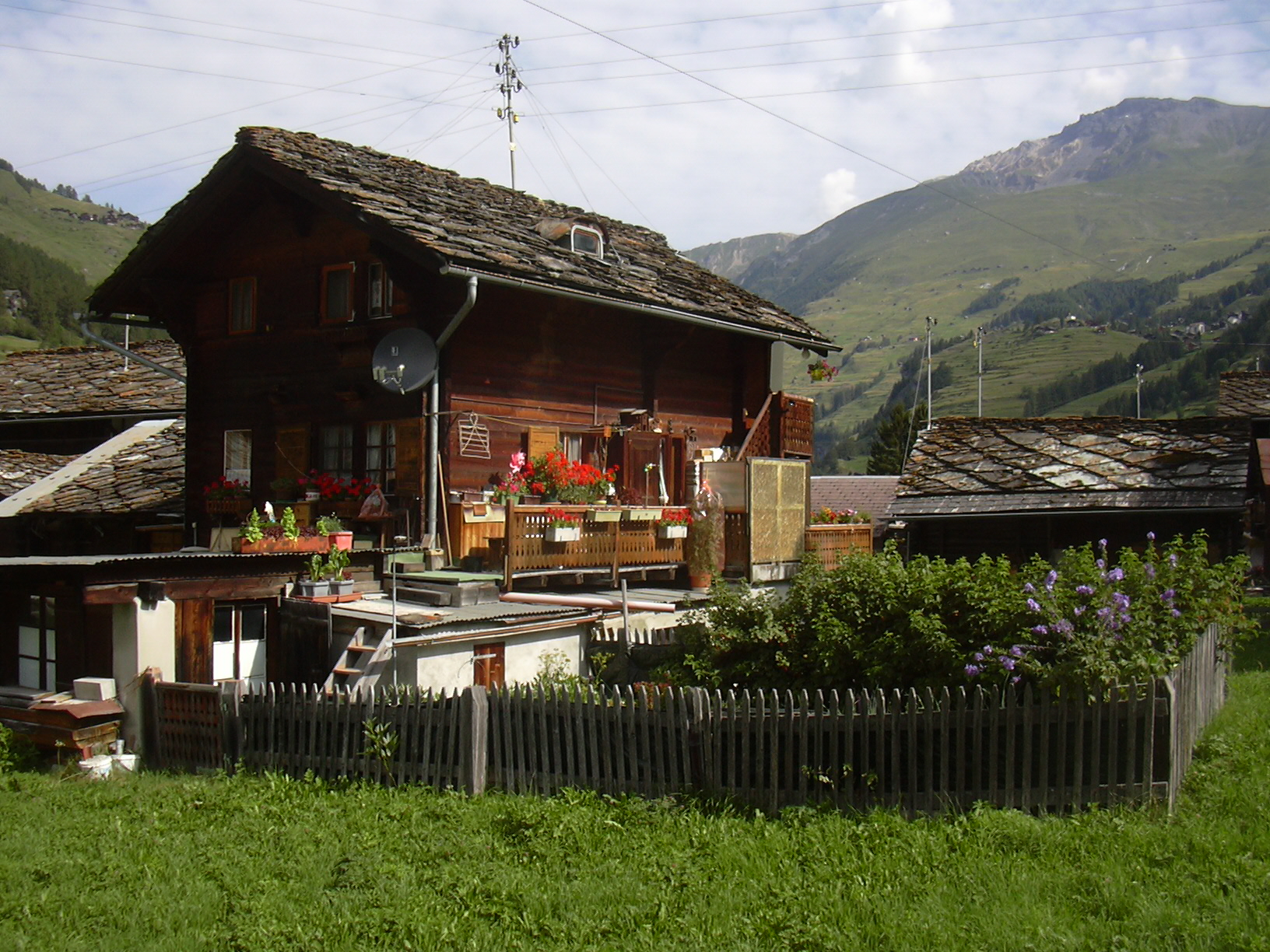
Chalet in Les Haudères, Mittelwallis, Schweiz
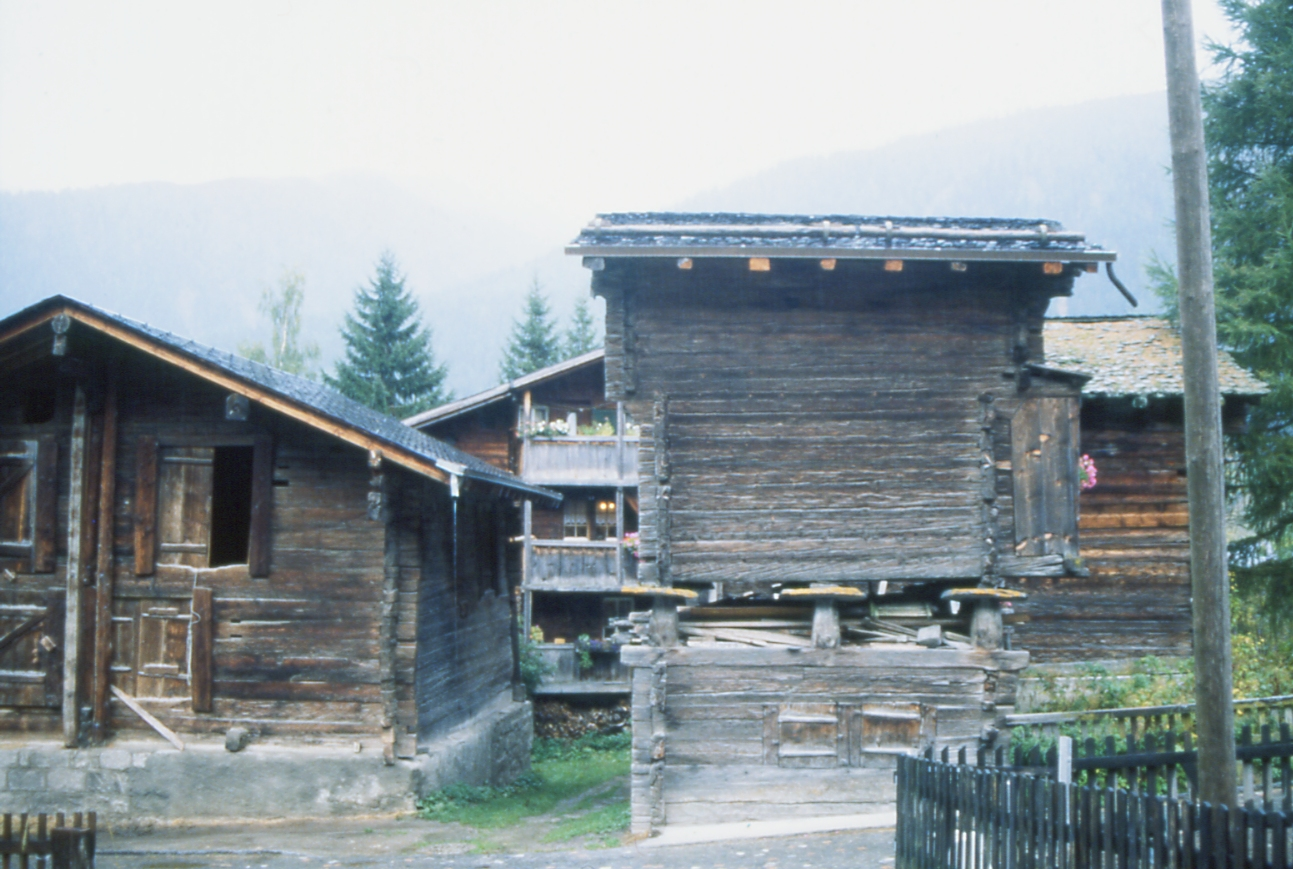
Drei Scheunen und ein Chalet in Gluringen, Oberwallis, Schweiz
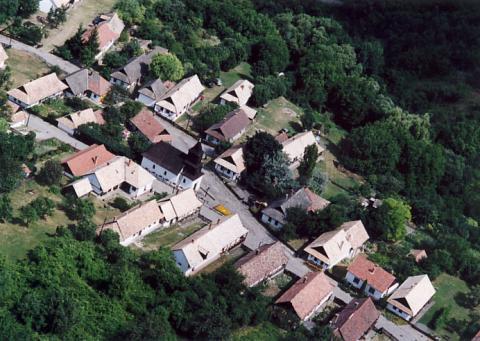
Ungarisches Dorf mit Reihenhöfen

- Dreiseithöfe des 19. Jahrhunderts, gebaut von neu selbständigen Bauern nach Bodenreformen, z. B. in Schleswig-Holstein
- Dreiseithöfe in mittelalterlicher Tradition
- Oberschwäbischer Bauernhof, vorwiegend in Oberschwaben vorkommende Hofform
- Pfarrer-Mayer-Haus (Nordosten Baden-Württembergs), Wohnstallhaus mit gemauertem Erdgeschoss, zumeist in Verbindung mit einer Scheune
- Steirischer Haufenhof (Teile der Steiermark (A))
- Streckhof
- Vierkanthof in Ober- und Niederösterreich

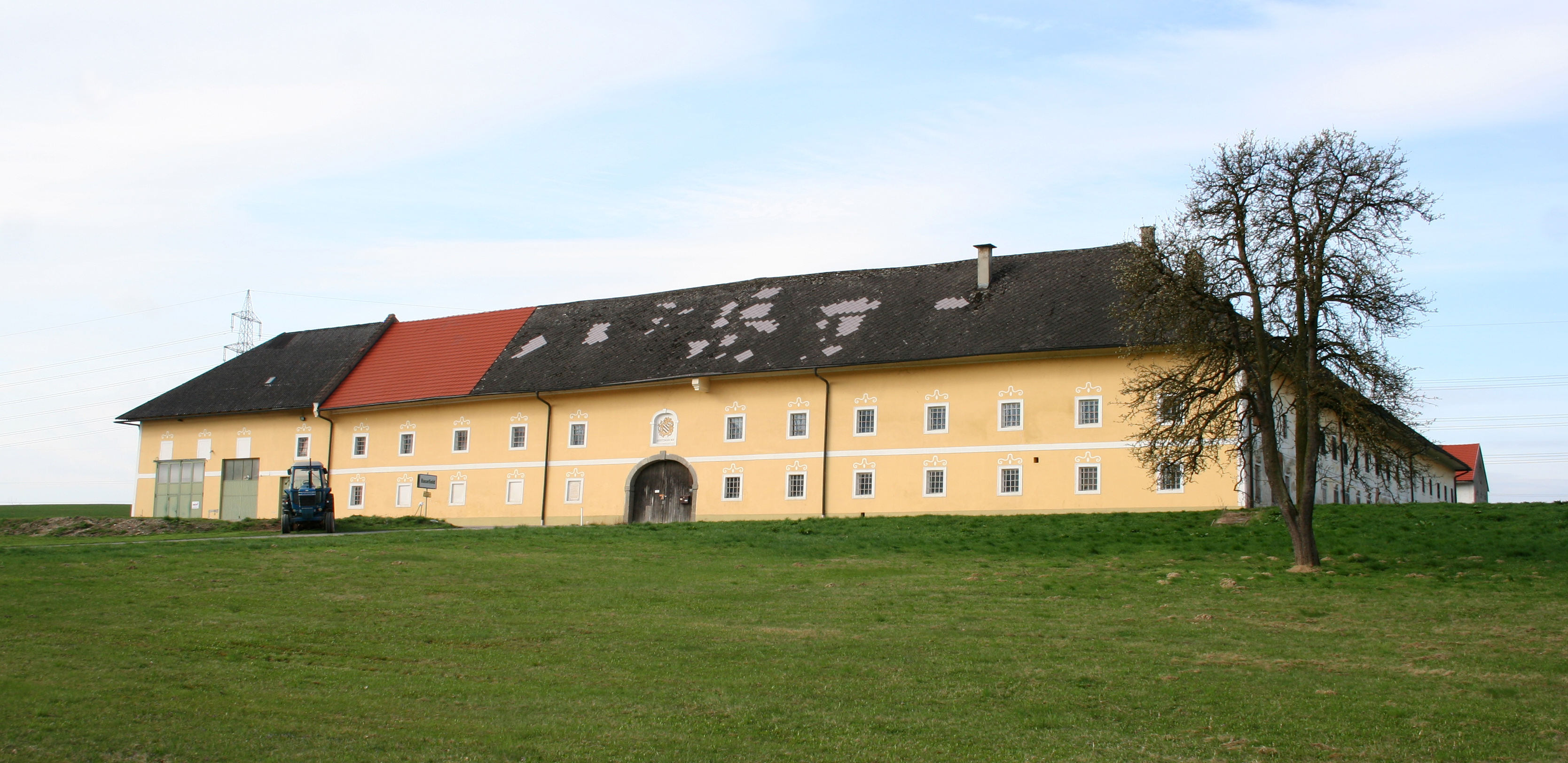
Stöttingergut in Linz-Ebelsberg, Oberösterreich Österreich
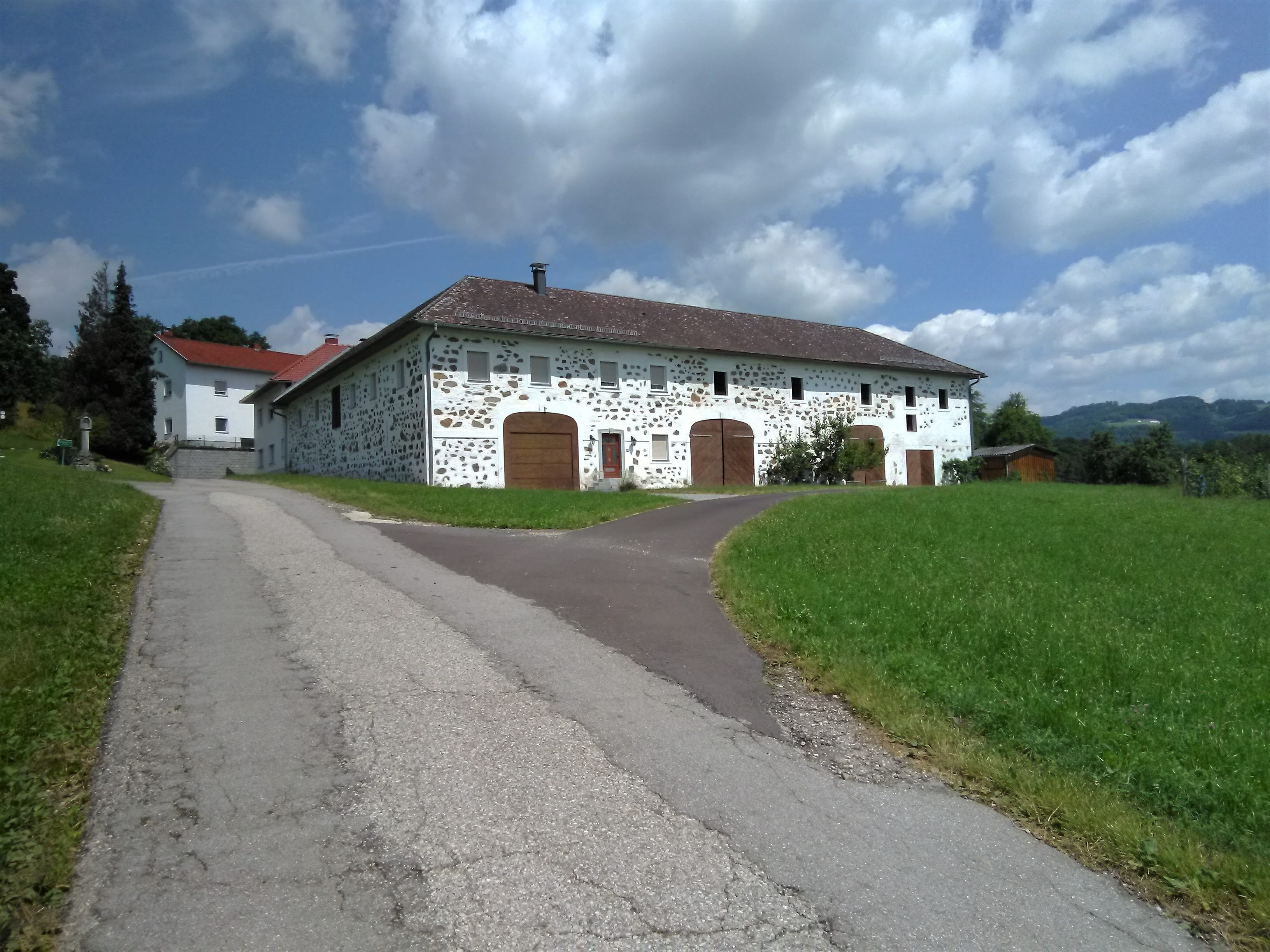
Schiefersedergut im Steinbloß-Stil in Linz-Pöstlingberg, Oberösterreich, Österreich
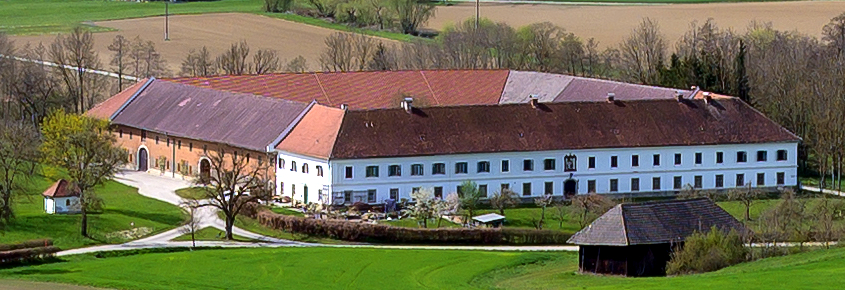
Zehetnergut in St. Florian (Linz-Land), Oberösterreich, Österreich

- Vierseithof (Österreich, Süddeutschland, Sachsen)
- Zwerchhof

#### Traditionelle Hofformen außerhalb Europas

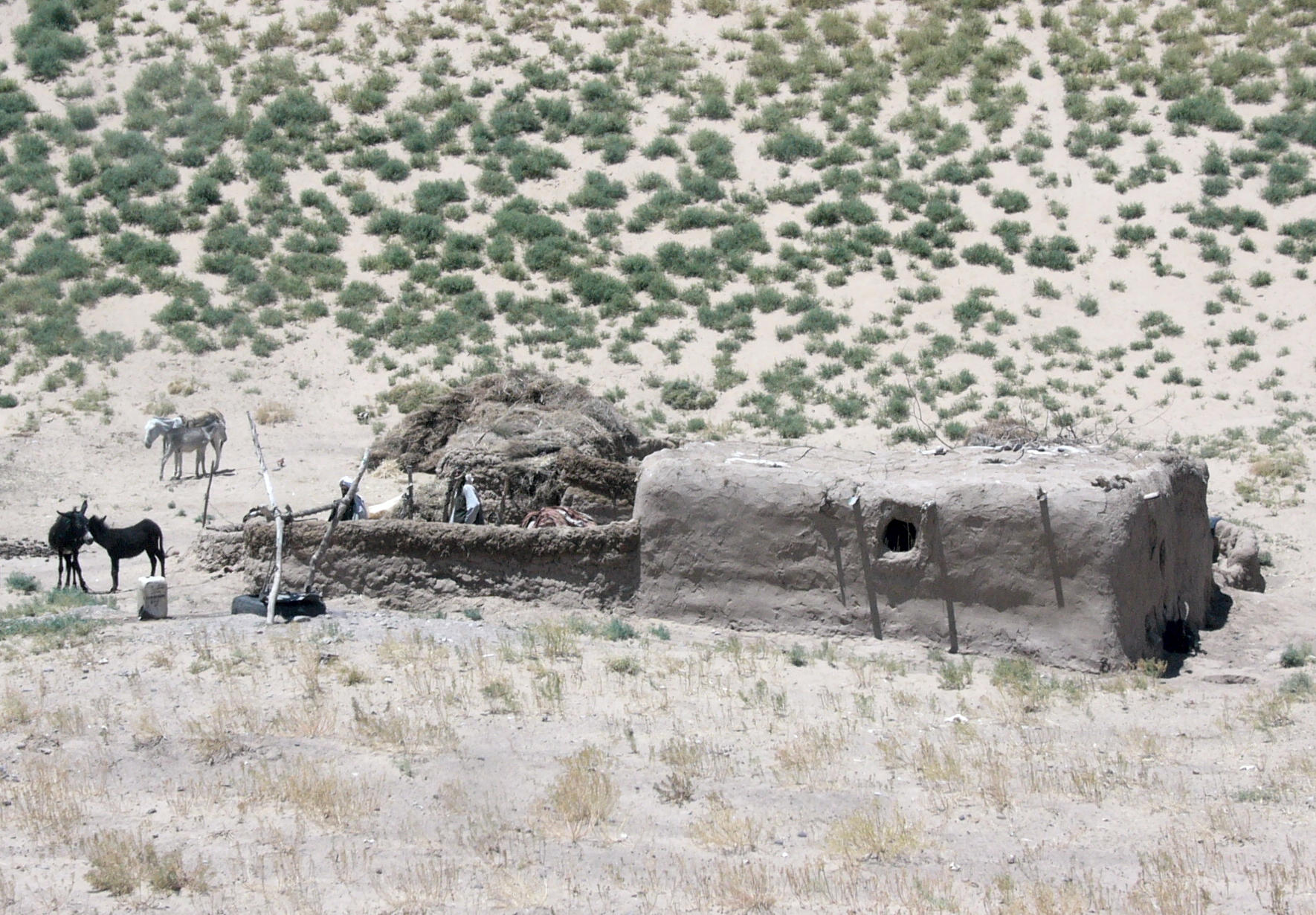
Bauernhof in der Provinz Herat (Afghanistan)
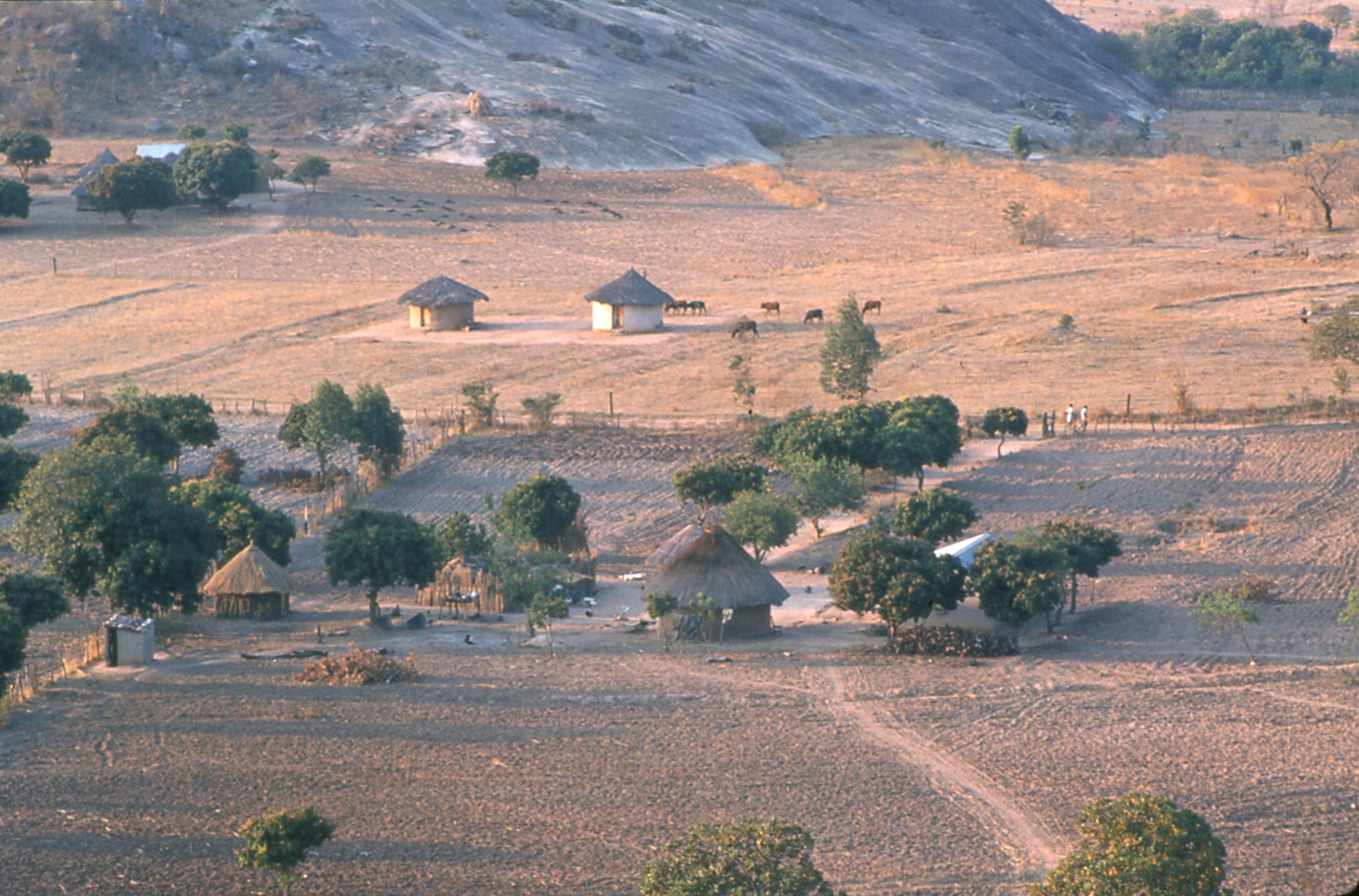
Shona-Gehöfte in Simbabwe
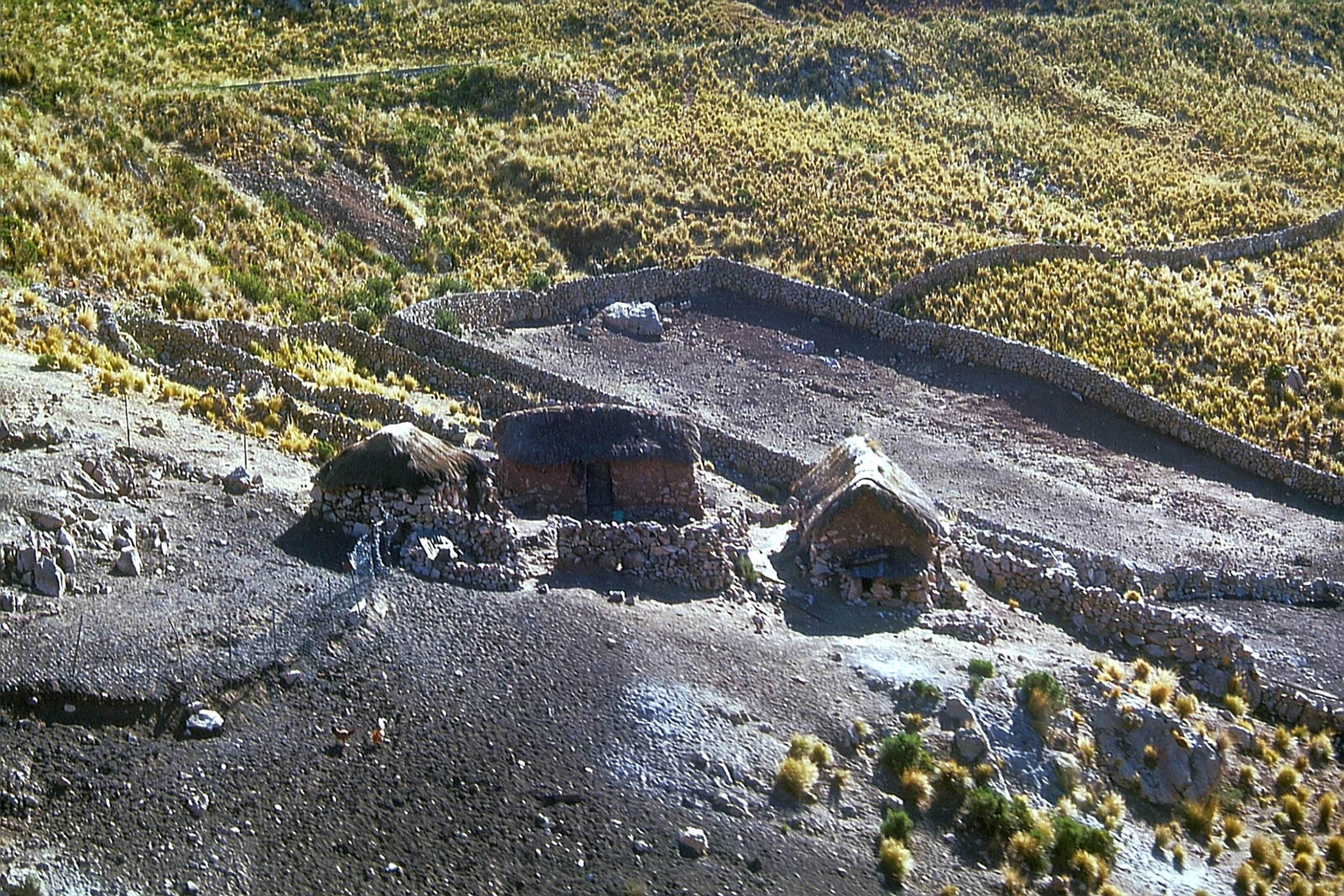
Dreiseithof indigener Bauern im Colca-Tal, Peru
Denkmalgeschützter Bauernhof in Shirakawa-go, Japan